# Akademia Górniczo-Hutnicza im. Stanisława Staszica w Krakowie

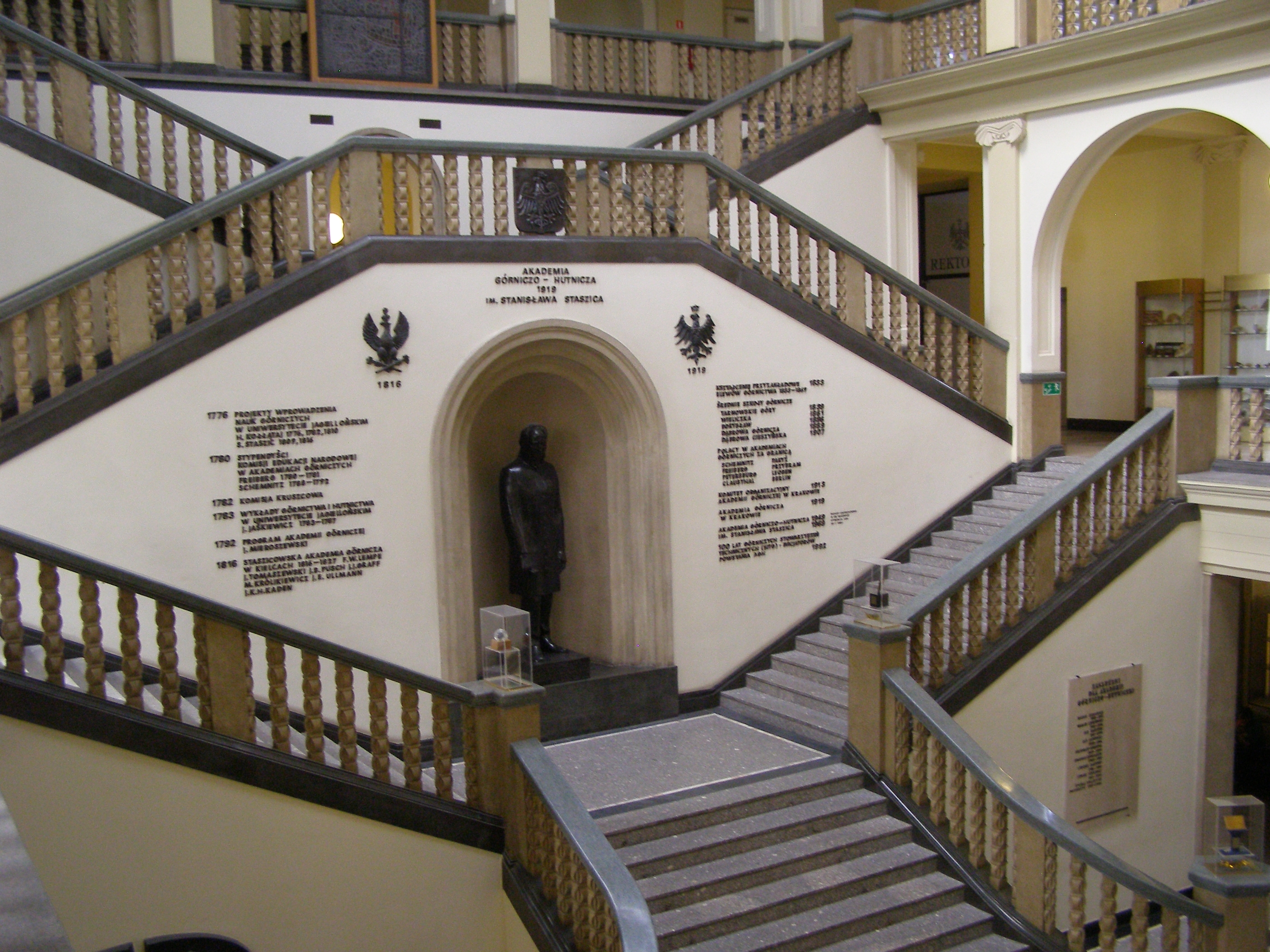
Hol w budynku A-0

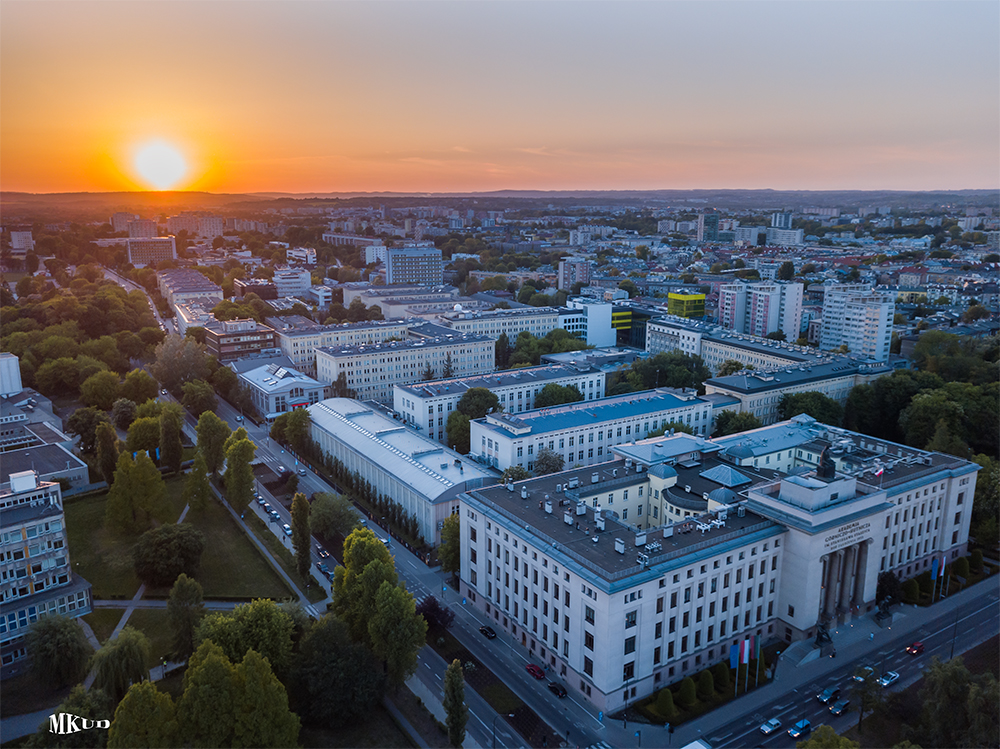
Kampus AGH. Na pierwszym planie budynek A-O u zbiegu al. Mickiewicza i ul. Reymonta

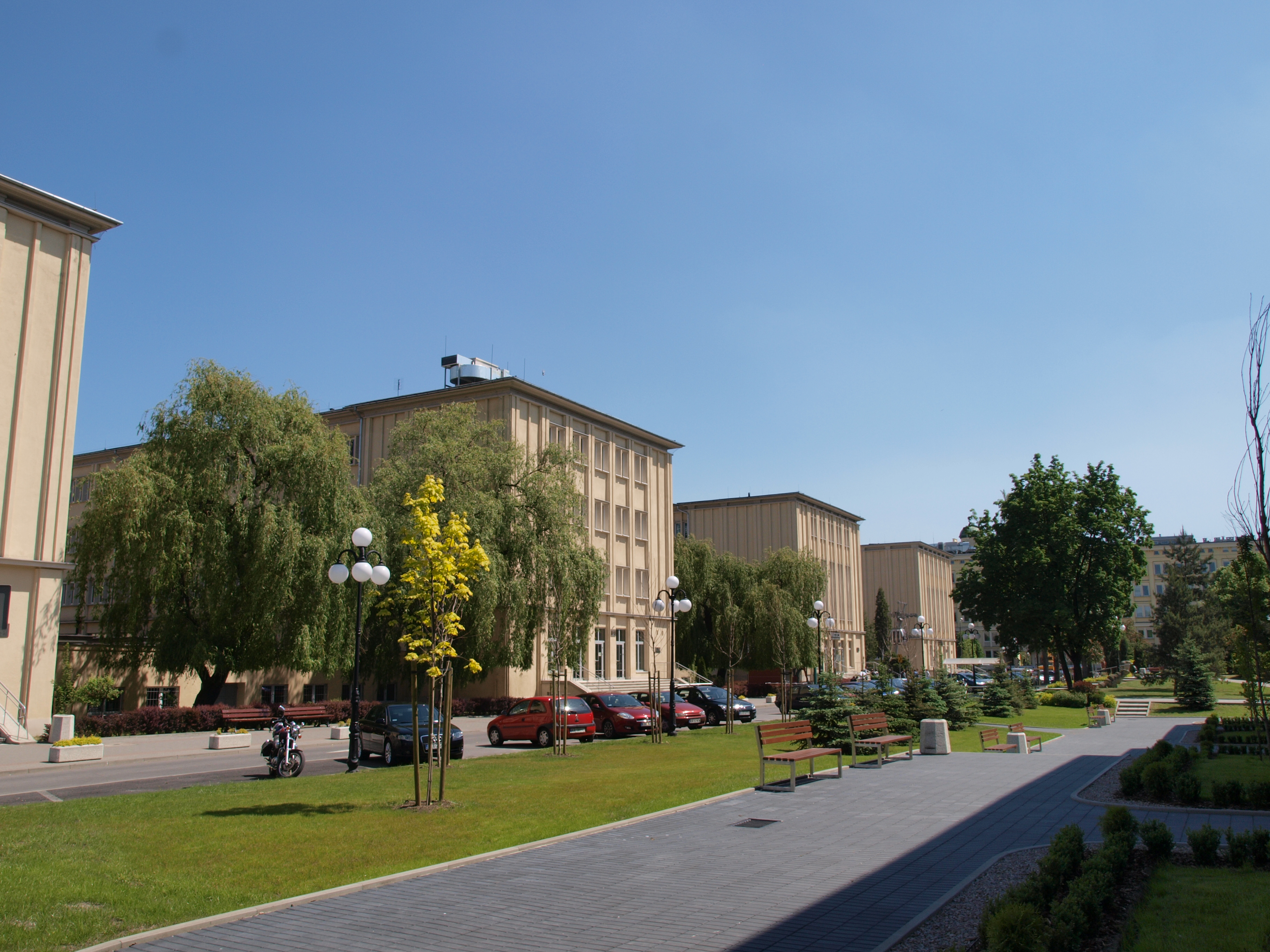
Budynki: B-1 Wydział Elektrotechniki, Automatyki, Informatyki i Inżynierii Biomedycznej, B-2 Wydział Inżynierii Mechanicznej i Robotyki, B-3 Wydział Energetyki i Paliw

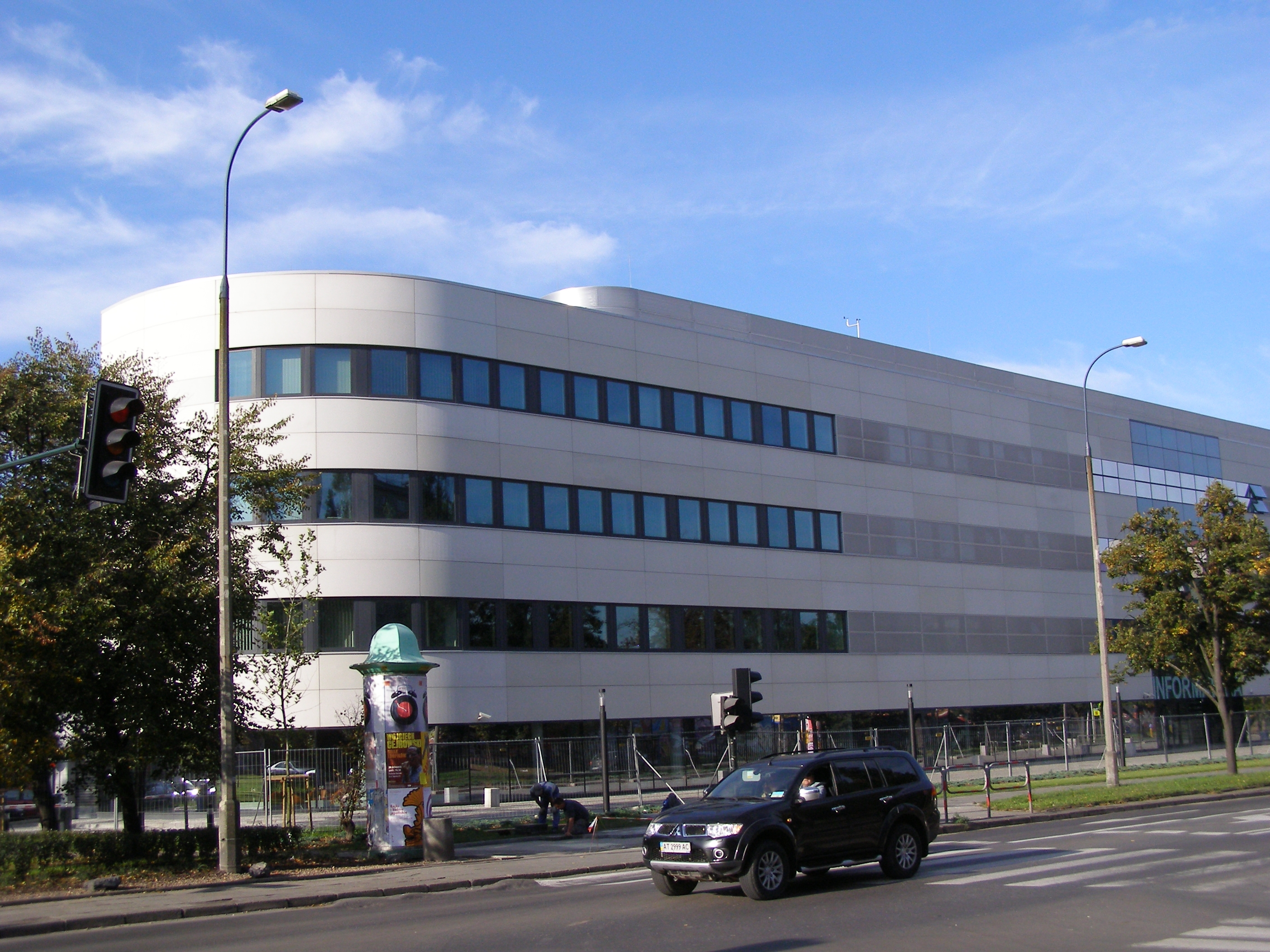
Budynek D-17 Wydział Informatyki

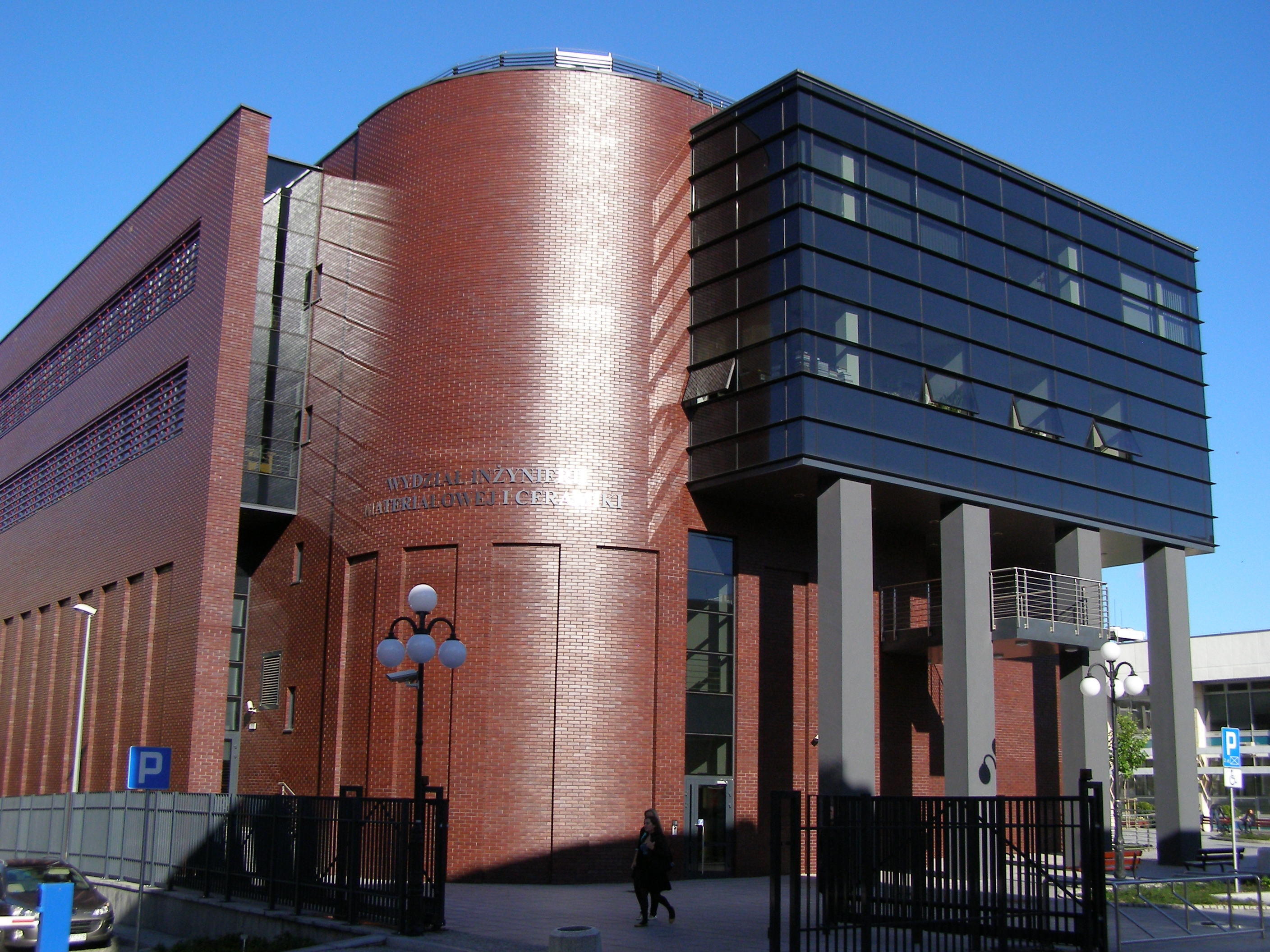
Budynek B-8 Wydział Inżynierii Materiałowej i Ceramiki

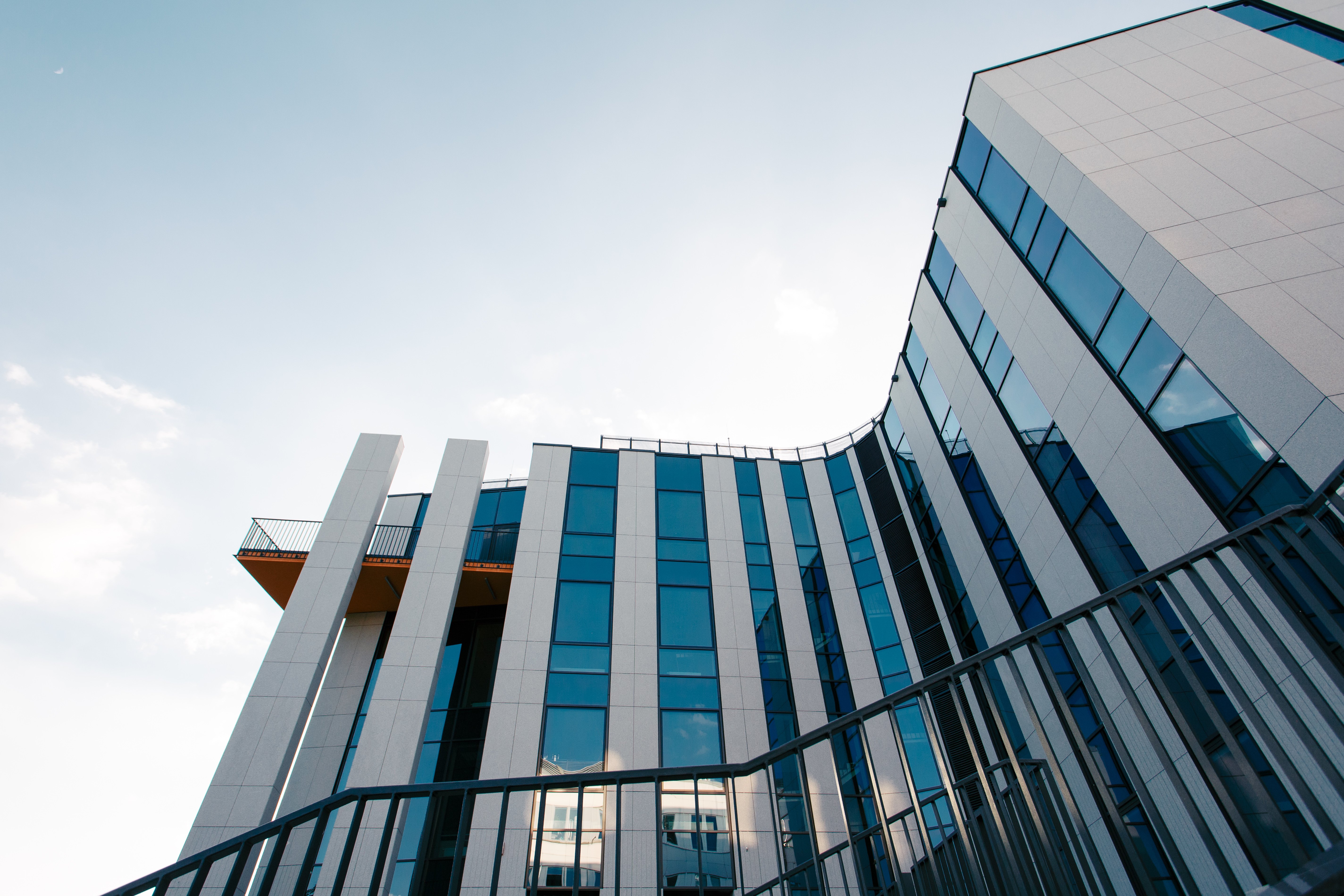
Budynek D-7 Wydział Fizyki i Informatyki Stosowanej

Akademia Górniczo-Hutnicza im. Stanisława Staszica w Krakowie (AGH) – polski publiczny uniwersytet techniczny w Krakowie.
Uczelnia została powołana w 1913 r., a jej otwarcie nastąpiło w 1919 r.
AGH jest uniwersytetem ukierunkowanym na tworzenie innowacyjnych technologii. W uczelni prowadzone są badania w obszarach nauk technicznych, nauk ścisłych, nauk o Ziemi i nauk społecznych.
Jest to jedna z 10 polskich szkół wyższych o statusie uczelni badawczej.
W skład uczelni wchodzi m.in. 18 wydziałów, centrum badawcze – Akademickie Centrum Materiałów i Nanotechnologii oraz centra dydaktyczne.
AGH oferuje studia na trzech poziomach: I i II stopień oraz kształcenie w szkołach doktorskich. Uczelnia kształci blisko 20 000 studentów i zatrudnia ponad 2200 nauczycieli akademickich (w tym ponad 240 profesorów i ponad 500 profesorów uczelni). Oferta kształcenia obejmuje także studia podyplomowe, studia MBA oraz kursy i szkolenia.
W zestawieniach zagranicznych AGH zajmuje 1. miejsce wśród polskich uczelni technicznych, m.in. w The Center for World University Rankings 2024 oraz 2. miejsce wśród polskich uczelni technicznych w tzw. rankingu szanghajskim – Academic Ranking of World Universities 2024.

## Lokalizacja
Większość obiektów dydaktycznych, administracyjnych oraz o innym charakterze (w tym domów studenckich Miasteczka Studenckiego AGH) należących do uczelni mieści się na terenie Dzielnicy V Krowodrza, w rejonie Krakowa ograniczonym aleją Mickiewicza (siedziba rektora, najstarszy budynek oznaczony A-0) oraz ulicami: Czarnowiejską, Nawojki, Piastowską/Tokarskiego, Reymonta. Powierzchnia kampusu wynosi 40 hektarów. Kolejne budynki znajdują się w okolicy – przy ulicy Antoniego Gramatyka, a Studium Wychowania Fizycznego i Sportu – przy ulicy Piastowskiej.

## Struktura
W strukturze uczelni działa 18 wydziałów należących do podstawowych jednostek organizacyjnych.

### Podstawowe jednostki organizacyjne i szkoły doktorskie

#### Wydziały (alfabetycznie)
- Wydział Elektrotechniki, Automatyki, Informatyki i Inżynierii Biomedycznej
- Wydział Energetyki i Paliw
- Wydział Fizyki i Informatyki Stosowanej
- Wydział Geodezji Górniczej i Inżynierii Środowiska
- Wydział Geologii, Geofizyki i Ochrony Środowiska
- Wydział Informatyki, powstały w wyniku odłączenia się od Wydziału Informatyki, Elektroniki i Telekomunikacji w 2023 roku
- Wydział Inżynierii Lądowej i Gospodarki Zasobami (dawny Wydział Górnictwa i Geoinżynierii)
- Wydział Humanistyczny
- Wydział Informatyki, Elektroniki i Telekomunikacji powstały w wyniku podziału Wydziału Elektrotechniki, Automatyki, Informatyki i Elektroniki w 2012 roku
- Wydział Inżynierii Materiałowej i Ceramiki
- Wydział Inżynierii Mechanicznej i Robotyki
- Wydział Inżynierii Metali i Informatyki Przemysłowej
- Wydział Matematyki Stosowanej
- Wydział Metali Nieżelaznych
- Wydział Odlewnictwa
- Wydział Technologii Kosmicznych
- Wydział Wiertnictwa, Nafty i Gazu
- Wydział Zarządzania

#### Centra badawcze
- Akademickie Centrum Materiałów i Nanotechnologii

#### Centra dydaktyczne
- Studium Języków Obcych
- Studium Wychowania Fizycznego i Sportu

#### Szkoły doktorskie
- Szkoła doktorska AGH

### Pomocnicze jednostki organizacyjne
- Akademickie Centrum Komputerowe „Cyfronet” AGH
- Biblioteka Główna AGH
- Centrum Energetyki AGH
- Miasteczko Studenckie AGH
- Basen AGH
- Centrum Technologii Kosmicznych AGH
- Centrum Międzynarodowej Promocji Technologii i Edukacji AGH – UNESCO
- Centrum e-Learningu i Innowacyjnej Dydaktyki AGH
- Centrum Rozwiązań Informatycznych AGH
- Wydawnictwa AGH

## Dyscypliny naukowe
AGH prowadzi działalność naukową oraz posiada prawo do nadawania stopni naukowych w ramach 17 dyscyplin w 4 dziedzinach.

### Dziedzina nauk inżynieryjno-technicznych
- Automatyka, Elektronika, Elektrotechnika i Technologie Kosmiczne
- Informatyka Techniczna i Telekomunikacja
- Inżynieria Biomedyczna
- Inżynieria Chemiczna
- Inżynieria Lądowa i Transport
- Inżynieria Materiałowa
- Inżynieria Mechaniczna
- Inżynieria Środowiska, Górnictwo i Energetyka

### Dziedzina nauk społecznych
- Nauki o Zarządzaniu i Jakości
- Nauki Socjologiczne
- Ekonomia i Finanse

### Dziedzina nauk ścisłych i przyrodniczych
- Informatyka
- Matematyka
- Nauki Chemiczne
- Nauki Fizyczne
- Nauki o Ziemi i Środowisku

### Dziedzina nauk humanistycznych
- Nauki o Kulturze i Religii

## Władze
Organem jednoosobowym uczelni jest Rektor, a organami kolegialnymi Uczelni są: Rada Uczelni, Senat i rady dyscyplin naukowych.
Rektor kieruje działalnością uczelni i reprezentuje ją na zewnątrz oraz jest przełożonym pracowników, studentów i doktorantów. Rektor kieruje działalnością uczelni przy pomocy pięciu prorektorów.
W skład Rady Uczelni wchodzi 6 osób powołanych przez Senat (w tym 3 osoby spoza wspólnoty uczelni) oraz przewodniczący samorządu studenckiego.
W skład Senatu wchodzą: rektor jako przewodniczący Senatu; profesorowie i profesorowie uczelni, nauczyciele akademiccy, pracownicy niebędący nauczycielami akademickimi, studenci i doktoranci, po jednym studencie z każdego wydziału oraz co najmniej jeden przedstawiciel doktorantów.
W dyscyplinie naukowej, która uzyska kategorię co najmniej B+, tworzona jest rada dyscypliny naukowej. W AGH funkcjonuje 17 rad dyscyplin naukowych.

### Władze rektorskie
Kadencja 2024–2028:
- Rektor – prof. dr hab. inż. Jerzy Lis
- Prorektor ds. Kształcenia – prof. dr hab. inż. Krzysztof Mendrok
- Prorektor ds. Nauki – prof. dr hab. inż. Marek Gorgoń
- Prorektor ds. Współpracy – prof. dr hab. inż. Rafał Wiśniowski
- Prorektor ds. Ogólnych – prof. dr hab. inż. Tadeusz Telejko
- Prorektor ds. Studenckich – prof. dr hab. inż. Rafał Dańko

### Rada Uczelni
- Przewodniczący – mgr inż. Bogusław Ochab
- dr Philippe De Brouwer
- prof. dr hab. inż. Magdalena Hasik(inne języki)
- Przemysław Powalacz, MBA
- prof. dr hab. inż. Konrad Świerczek(inne języki)
- prof. dr hab. inż. Kazimierz Wiatr
- studentka Kamila Kochan – przewodnicząca Samorządu Studenckiego AGH[17]

## Rektorzy AGH
- 1919–1920 – prof. Stanisław Płużański (mianowany rektorem w 1919 r., z powodu innych obowiązków funkcji nie objął; obowiązki rektorskie w zastępstwie pełnił prof. Antoni Hoborski)
- 1920–1922 – prof. Antoni Maria Emilian Hoborski
- 1922–1924 – prof. Jan Studniarski
- 1924–1926 – prof. Jan Krauze
- 1926–1928 – prof. Edmund Chromiński
- 1928–1930 – prof. Stanisław Skoczylas
- 1930–1931 – prof. Henryk Korwin-Krukowski
- 1931–1933 – prof. Zygmunt Bielski-Sariusz
- 1933–1939 – prof. Władysław Takliński
- 1939–1951 – prof. Walery Goetel
- 1951–1956 – prof. Zygmunt Kowalczyk
- 1956–1958 – prof. Witold Budryk
- 1958–1961 – prof. Feliks Olszak
- 1961–1963 – prof. Tadeusz Kochmański
- 1963–1969 – prof. Kiejstut Żemaitis
- 1969–1972 – prof. Jan Anioła
- 1972–1975 – prof. Roman Ney
- 1975–1979 – prof. Henryk Filcek
- 1979–1981 – prof. Roman Ney
- 1981–1987 – prof. Antoni Stanisław Kleczkowski
- 1987–1993 – prof. Jan Janowski
- 1993–1998 – prof. Mirosław Handke
- 1998–2005 – prof. Ryszard Tadeusiewicz
- 2005–2012 – prof. Antoni Tajduś
- 2012–2020 – prof. Tadeusz Słomka
- od 2020 – prof. Jerzy Lis

## Rankingi

### Rankingi polskie
- Ranking Perspektyw – 2. miejsce wśród polskich uczelni technicznych (edycja 2024)[18]

### Rankingi zagraniczne
- The Center for World University Rankings (CWUR) – 1. miejsce wśród polskich uczelni technicznych, 637. miejsce w zestawieniu ogólnym (edycja 2024)[19]
- Academic Ranking of World Universities 2024 World Top 1000 (ranking szanghajski), przedział 901–1000 w zestawieniu ogólnym – 2. miejsce wśród polskich uczelni technicznych (edycja 2024)[20]
- University Ranking by Academic Performance (URAP) – 1. miejsce wśród polskich uczelni technicznych, 696. miejsce w zestawieniu ogólnym (edycja 2024–2025)[21]

## Uczelnia badawcza
W 2019 r. AGH uzyskała status uczelni badawczej. W ministerialnym programie „Inicjatywa Doskonałości – Uczelnia Badawcza” laureatami pierwszego konkursu zostało 10 najlepszych polskich uczelni.
Priorytetowe obszary badawcze uczelni to:
- Zrównoważone technologie energetyczne, odnawialne źródła energii i magazyny energii,
- Nowe technologie dla gospodarki o obiegu zamkniętym,
- Woda-energia-klimat: interdyscyplinarne podejście dla zrównoważonego rozwoju,
- Rozwiązania techniczne: od badań podstawowych, przez modelowanie i projektowanie, aż do prototypów,
- Materiały, technologie i procesy inspirowane naturą,
- Inteligentne techniki informacyjne, telekomunikacyjne, komputerowe i sterowania,
- Projektowanie, produkcja, badanie nowoczesnych materiałów i przyszłościowych technologii,
- Przekraczanie granic: eksperymentalna fizyka wysokich energii, ekstremalne stany materii, zastosowania transdyscyplinarne[23].

## Akredytacje
Jakość kształcenia w AGH podlega ocenie polskich i międzynarodowych komisji akredytacyjnych. Wszystkie akredytowane kierunki studiów i wydziały uzyskały pozytywne oceny Polskiej Komisji Akredytacyjnej, w tym oceny wyróżniające. Kierunki studiów prowadzone w AGH uzyskały m.in. akredytację europejską European Network for Accreditation of Engineering Education (ENAEE) oraz akredytację amerykańskiej organizacji ABET (Accreditation Board for Engineering and Technology, Inc.).

### Akredytacja ABET
Kierunek Inżynieria Mechatroniczna na poziomie inżynierskim i magisterskim, prowadzony w języku angielskim na Wydziale Inżynierii Mechanicznej i Robotyki, otrzymał w 2017 r. akredytację amerykańskiej organizacji ABET. AGH otrzymała tę akredytację jako pierwsza uczelnia w Polsce i jedna z niewielu w Europie.

### Akredytacja ENAEE
Akredytację European Network for Accreditation of Engineering Education uzyskały cztery kierunki na studiach I i II stopnia: Inżynieria Górnicza (wcześniej Górnictwo i Geologia) – Wydział Inżynierii Lądowej i Gospodarki Zasobami, Informatyka Techniczna – Wydział Inżynierii Metali i Informatyki Przemysłowej, Inżynieria Materiałowa – Wydział Inżynierii Metali i Informatyki Przemysłowej, Metalurgia – Wydział Inżynierii Metali i Informatyki Przemysłowej.

## Współpraca międzynarodowa
Uczelnia zawarła ponad 350 umów o współpracy o charakterze generalnym z uczelniami na całym świecie. AGH współpracuje z ponad 60 krajami. Dotychczas najwięcej umów podpisano z uczelniami z Ukrainy, Francji, Chińskiej Republiki Ludowej i Stanów Zjednoczonych.
AGH bierze udział w programach międzynarodowych takich jak: Erasmus+, Erasmus Mundus Joint Doctorate (EMJD), SMILE, CEEPUS, T.I.M.E., VULCANUS in Japan, HUSTEP, SIT, NAWA, Spinaker – Intensywne Międzynarodowe Programy Kształcenia.
Uczelnia należy do następujących organizacji międzynarodowych: ACRU, EUA, IAU, SEFI, AEUA, KMM-VIN AISBL, C-MAC NSU NPO, T.I.M.E., Magalhaes Network, EIT InnoEnergy, EIT RawMaterials, CEEPUS, IROs Forum, SPIRE, UN Global Compact.
AGH realizuje projekty prowadzone wspólnie z partnerami zagranicznymi m.in. w ramach następujących programów: Horyzont Europa, EIT Raw Materials, SHENG, Fundusz Wyszehradzki, programy współpracy bilateralnej, Erasmus+, Fundusze Strukturalne.
AGH uczestniczy w europejskim projekcie UNIVERSEH – Europejski Uniwersytet Kosmiczny dla Ziemi i Ludzkości. Konsorcjum, w skład którego wchodzą uczelnie partnerskie z Francji, Niemiec, Luksemburga i Szwecji, pracuje na rzecz rozwoju technologii związanych z badaniem i wykorzystaniem kosmosu.

## Współpraca z biznesem
Współpraca z sektorem gospodarczym, uczelniami oraz instytutami naukowymi, a także uczestnictwo w krajowych i międzynarodowych konsorcjach naukowo przemysłowych pozwala na realizację wielu projektów, które zostają wdrożone na rynek. W AGH co roku podpisywanych jest ok. 100 umów, listów intencyjnych oraz porozumień o współpracy z przemysłem, administracją i instytucjami otoczenia biznesu. Dodatkowo uczelnia corocznie realizuje ok. 1000 umów badawczo rozwojowych, wśród których ponad połowę stanowią zlecenia z przemysłu.
Potencjał innowacyjny AGH opiera się na wypracowanej własności intelektualnej, która wyraża się w liczbie uzyskanych patentów, znaków towarowych, wzorów użytkowych oraz zgromadzonej wiedzy know how i samym doświadczeniu naukowców i studentów. Każdego roku uczelnia uzyskuje kilkadziesiąt patentów oraz udziela kilkudziesięciu licencji.
AGH bierze udział w ministerialnym programie doktoratów wdrożeniowych, którego celem jest dofinansowanie badań doktorantów realizowanych we współpracy z otoczeniem społeczno gospodarczym.

## Kampus

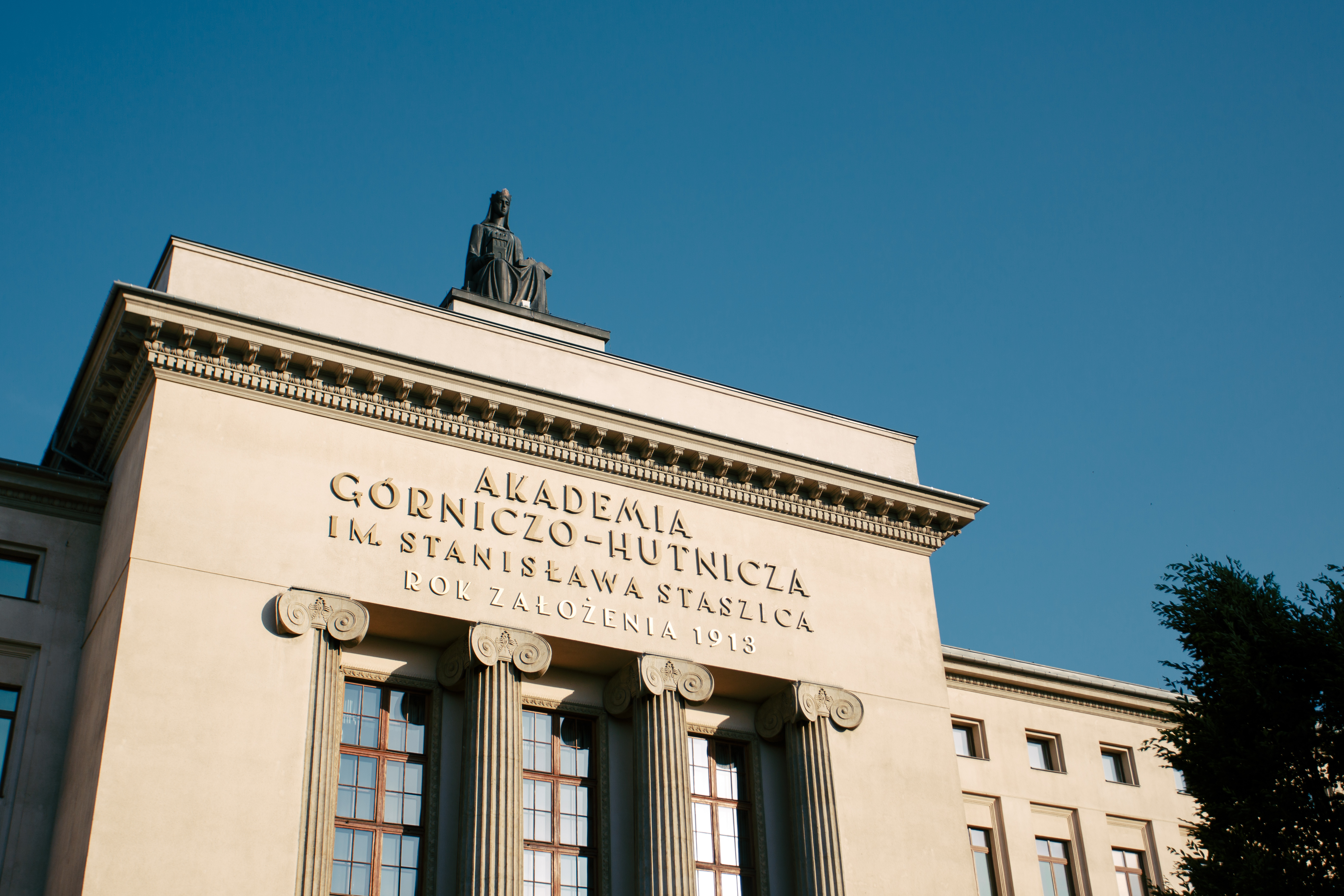
Ściana frontowa gmachu głównego

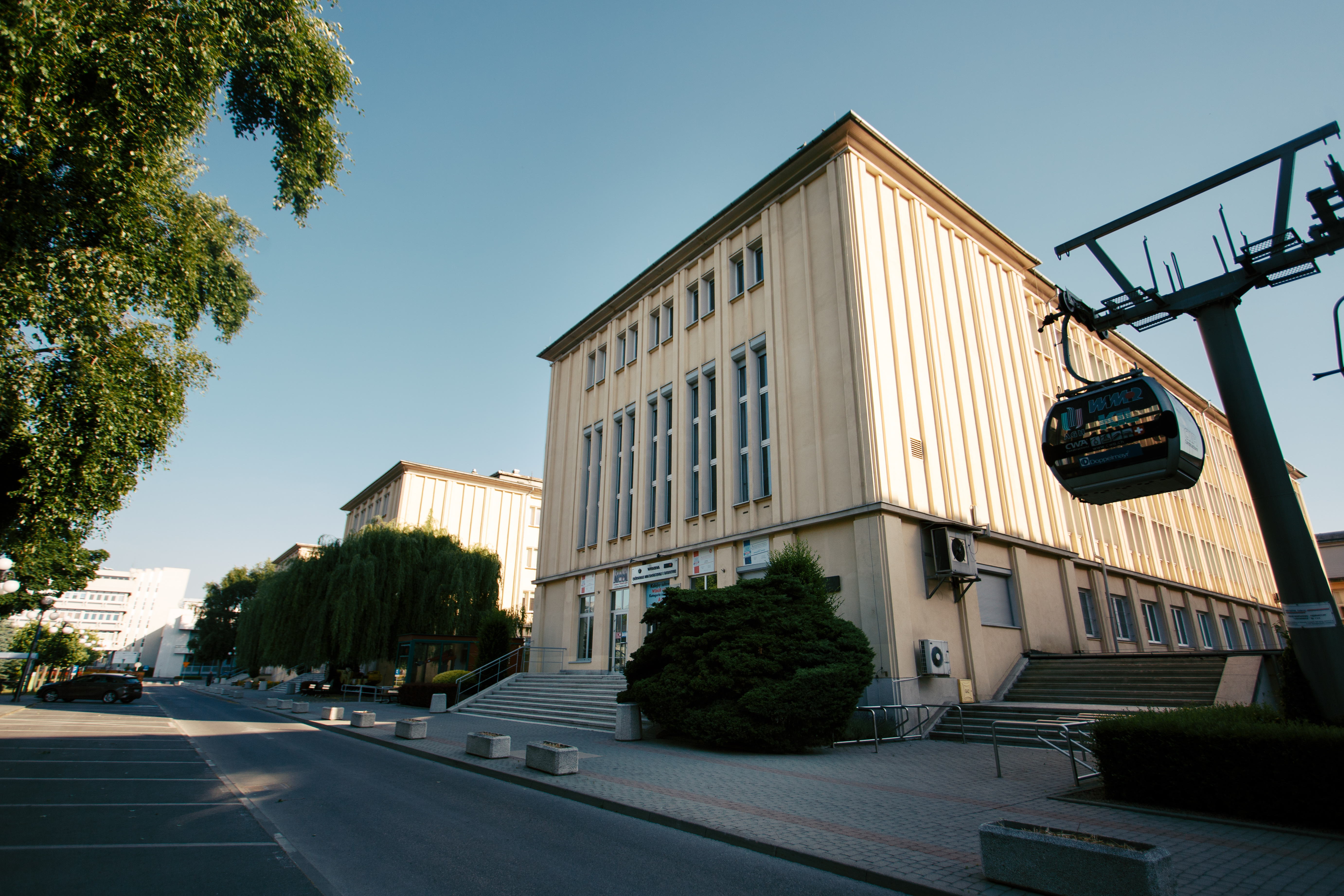
Budynek B-2

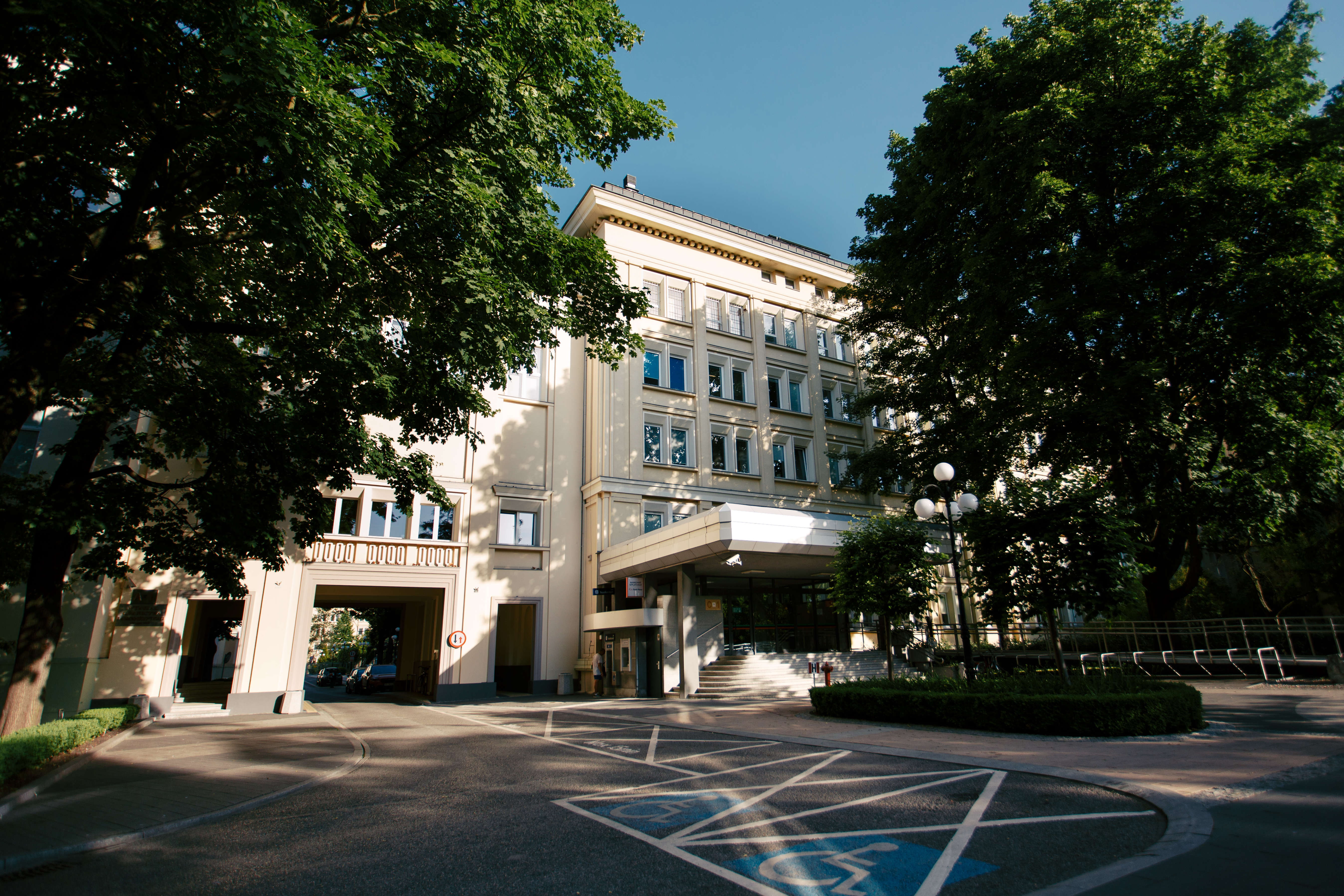
Budynek C-1

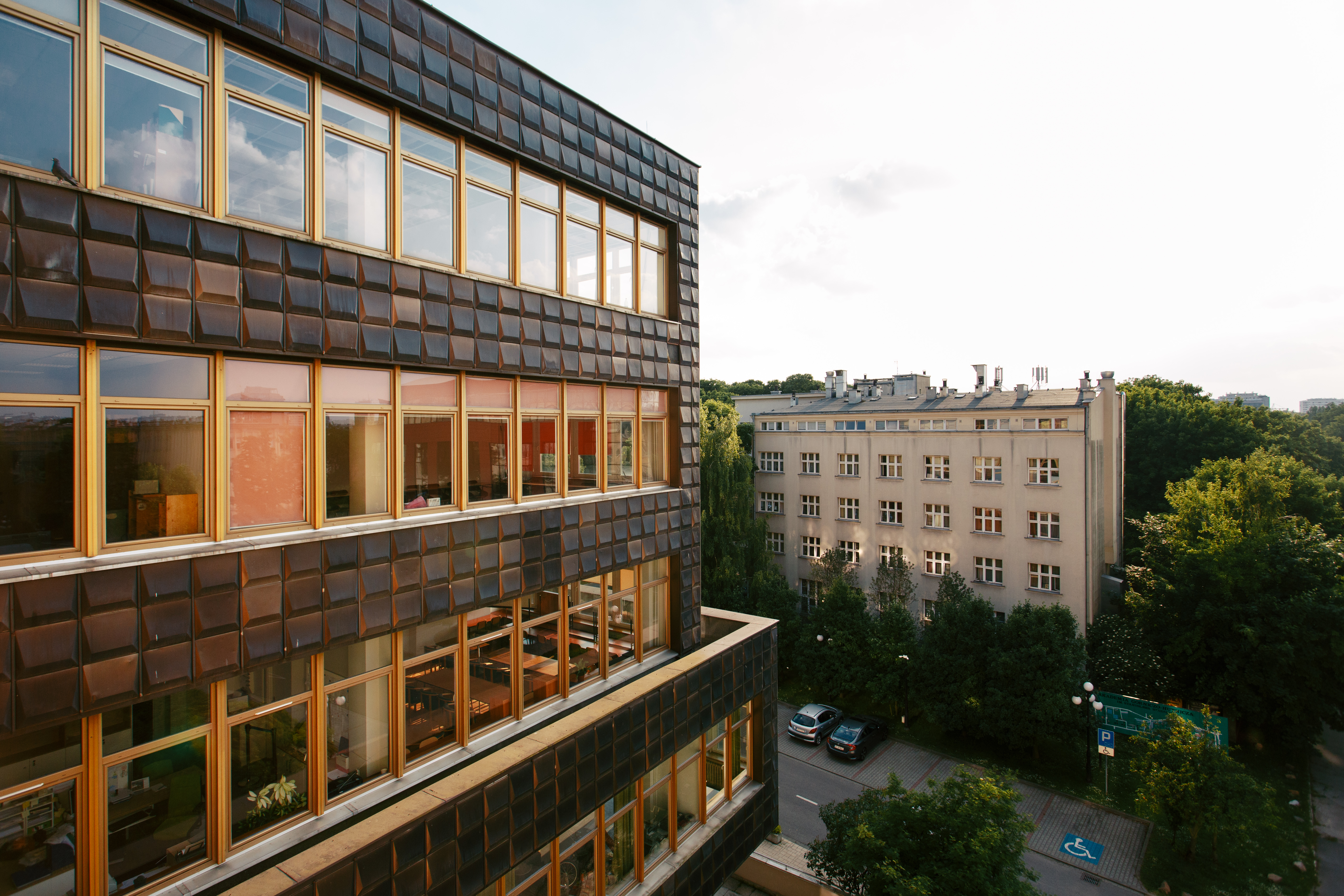
Budynek D-1

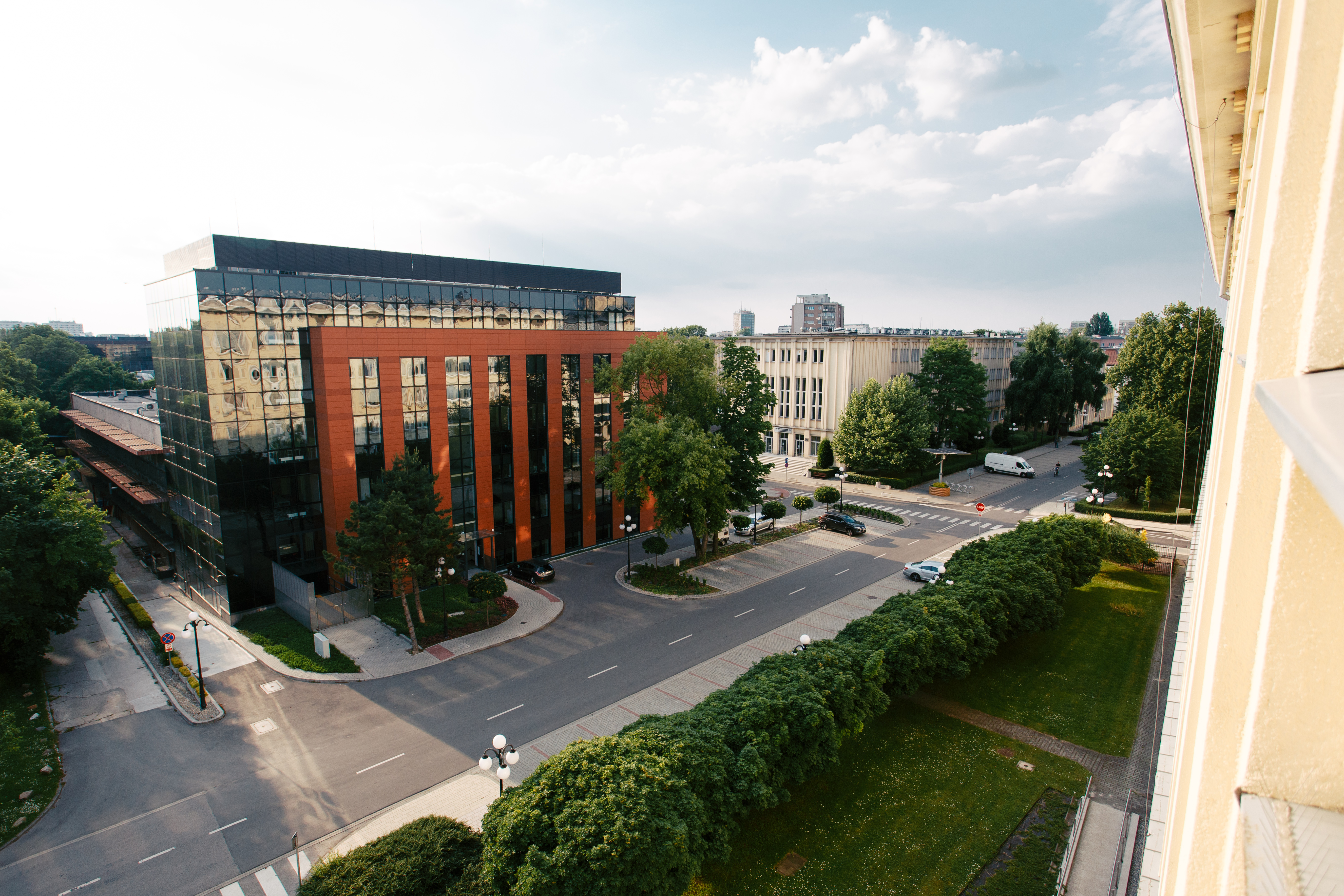
Budynek D-2

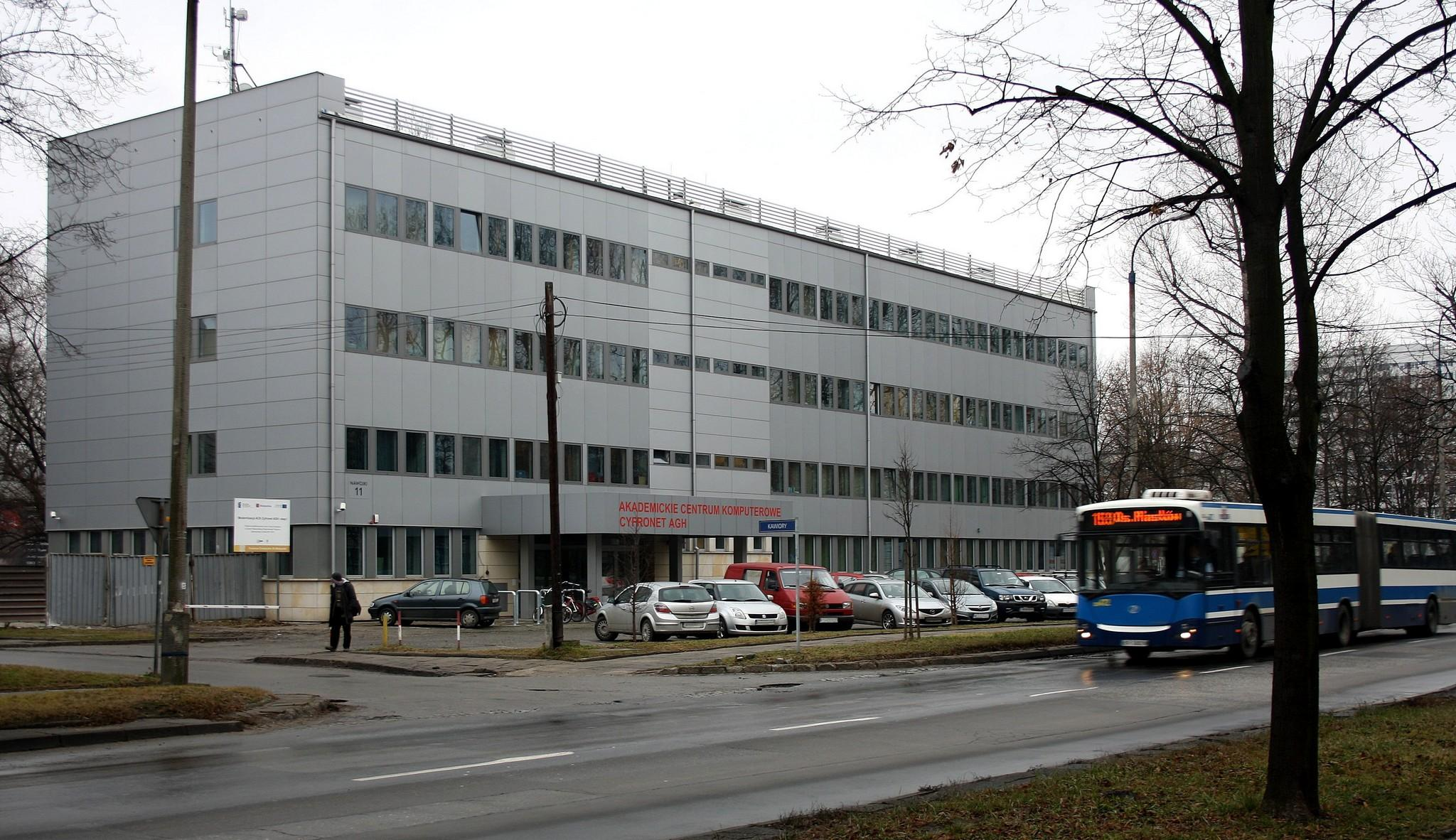
Główny budynek ACK Cyfronet AGH przy ulicy Nawojki po wymianie elewacji

Kampus AGH położony jest w centrum Krakowa, w obrębie ulic: al. Mickiewicza, ul. Reymonta, ul. Buszka, ul. Tokarskiego, ul. Armii Krajowej, ul. Gramatyka, ul. Nawojki i ul. Czarnowiejskiej. Obiekty dydaktyczno naukowe, siedziby wydziałów, administracji i organizacji studenckich oraz największe w Polsce Miasteczko Studenckie AGH wraz z klubami studenckimi i bazą sportowo-rekreacyjną tworzą zwarty 40-hektarowy kompleks.

### Rozwój kampusu
Gmach główny (budynek A-0) wzniesiono w latach 1923–1935. Projekt budynku wyłoniono w wyniku konkursu w 1913 r., którego zwycięzcą został krakowski architekt – Sławomir Odrzywolski. Po I wojnie światowej projekt ten stanowił punkt wyjścia, a do współpracy zaproszono Wacława Krzyżanowskiego, który opracował elewacje oraz wnętrza. Monumentalna budowla stanowi przykład nurtu akademickiego klasycyzmu w Polsce modnego w latach 20. XX wieku. Gmach jest siedzibą władz uczelni i administracji centralnej, Wydziału Geologii, Geofizyki i Ochrony Środowiska oraz Muzeum Geologicznego WGGiOŚ.
Budynek U-2 (dawniej – Laboratorium Maszynowe) powstał w latach 1926–1928 dzięki ofiarności Górnośląskiego Związku Przemysłowców Górniczo-Hutniczych. Zgodnie z projektem prof. Edmunda Chromińskiego laboratorium miało pełnić funkcję stacji doświadczalnej.
Budynek D-14 (w latach 1931–1977 – bursa studencka przy ul. Gramatyka, następnie siedziba Wydziału Zarządzania). Oddany do użytku w 1931 r. budynek został ufundowany przez Radę Zjazdu Przemysłowców Górniczych Zagłębia Dąbrowskiego i Krakowskiego.
Wraz z rozwojem uczelni w okresie po 1945 roku rozpoczęła się rozbudowa kampusu uczelni. Perspektywiczny i dalekosiężny plan rozbudowy AGH został zainicjowany przez prof. Walerego Goetla i był realizowany w kolejnych dekadach:
- budynek A-1 oddano do użytku w latach 1953–1954;
- budynek A-2, halę maszyn A-1, budynek B-1 w 1952 r.;
- budynek B-2 wraz z halą maszyn i kopalnią doświadczalną w podziemiach w latach 1953–1954;
- budynek C-1 w 1955 r.;
- budynek C-2 w 1956 r.;
- budynek B-4 z przewiązką w 1957 r.;
- budynek A-3, budynek C-4, halę maszyn B-1 w 1959 r.;
- budynek A-4 i halę maszyn B-3 i B-4 w 1963 r.;
- budynek B-3 w 1967 r.

W latach 50. XX w. przy ul. Reymonta 17 zbudowano pięć domów studenckich dla studentów AGH. W 1964 r. rozpoczęto budowę miasteczka studenckiego. Miasteczko nadal pozostaje największym tego typu osiedlem akademickim w Polsce. Jego projektantem był prof. Tomasz Mańkowski. Największe trudności sprawiała budowa pięciu 15-piętrowych wieżowców, gdyż ówczesne normy bezpieczeństwa dopuszczały co najwyżej budynki 11-piętrowe. Po wydarzeniach marcowych 1968 r. prace przerwano, a władze, w odwecie na studentach, zamierzały zamienić gotowe już domy na hotele robotnicze. Nie doszło do tego, ale zrezygnowano z budowy szpitala studenckiego, nie powstał też studencki dom kultury. Do końca 1979 r. zbudowano 21 domów studenckich.
W 1965 r. przekazano do użytku przy ulicy Reymonta Dom Socjalny AGH, gdzie oprócz klubów studenckich znalazł swą stałą siedzibę Zespół Pieśni i Tańca AGH „Krakus”. W 1965 r. ukończono również budowę gmachu Biblioteki Głównej AGH.
W kolejnych latach oddano do użytku: w 1973 r. budynek D-8 (Wydział Odlewnictwa) przy ul. Reymonta; budynek B-6 w 1980 r.; budynek B-5 i budynek D-1 w 1981 r., w 1989 r. – budynek D-10 (obecnie Wydział Fizyki i Informatyki Stosowanej).
W 1998 r. otwarto budynek C-3. W 2000 r. został oddany do użytku budynek D-5 (obecnie Wydział Informatyki, Elektroniki i Telekomunikacji).
W XXI w. przyspieszyła rozbudowa i modernizacja kampusu, zrealizowane inwestycje objęły m.in.:
- budynek D-6 – obecnie Wydział Informatyki, Elektroniki i Telekomunikacji (2007 r.),
- Basen AGH (2008 r.),
- modernizacja budynku U-2 (2008 r.),
- budynek D-17 – obecnie Wydział Informatyki (2012 r.),
- budynek B-8 – Wydział Inżynierii Materiałowej i Ceramiki (2012 r.),
- budynek D-4 – Wydział Energetyki i Paliw (2012 r.),
- budynek D-16 – Akademickie Centrum Materiałów i Nanotechnologii AGH (2012 r.),
- Laboratorium Edukacyjno-Badawcze Odnawialnych Źródeł i Poszanowania Energii w Miękini (2012 r.),
- modernizacja Biblioteki Głównej (2013 r.),
- budynek D-18 – Hala Maszyn ACK CYFRONET AGH (2014 r.),
- budynek C-5 i C-6 – Centrum Energetyki (2015 r.),
- budynek ACK CYFRONET w Pychowicach (2015 r.),
- modernizacja Klubu STUDIO (2018 r.),
- budynek B-9 – Wydział Informatyki, Elektroniki i Telekomunikacji (2019 r.),
- budynek D-2 – Wydział Wiertnictwa, Nafty i Gazu oraz Wydział Elektrotechniki, Automatyki, Informatyki i Inżynierii Biomedycznej (2020 r.),
- budynek D-7 – Wydział Fizyki i Informatyki Stosowanej (2021 r.).
- budynek C-7 – Wydział Humanistyczny i Wydział Matematyki Stosowanej (2022 r.)
- budynek U-13 – Hala Sportowa AGH (2023 r.)
- budynek D-3 – Wydział Inżynierii Mechanicznej i Robotyki oraz Centrum Technologii Kosmicznych AGH (2024 r.)
- budynek D-12 – Studenckie Centrum Konstrukcyjne (2024 r.)

### Dekoracje gmachu głównego

#### Grupy rzeźb górników i hutników[43]

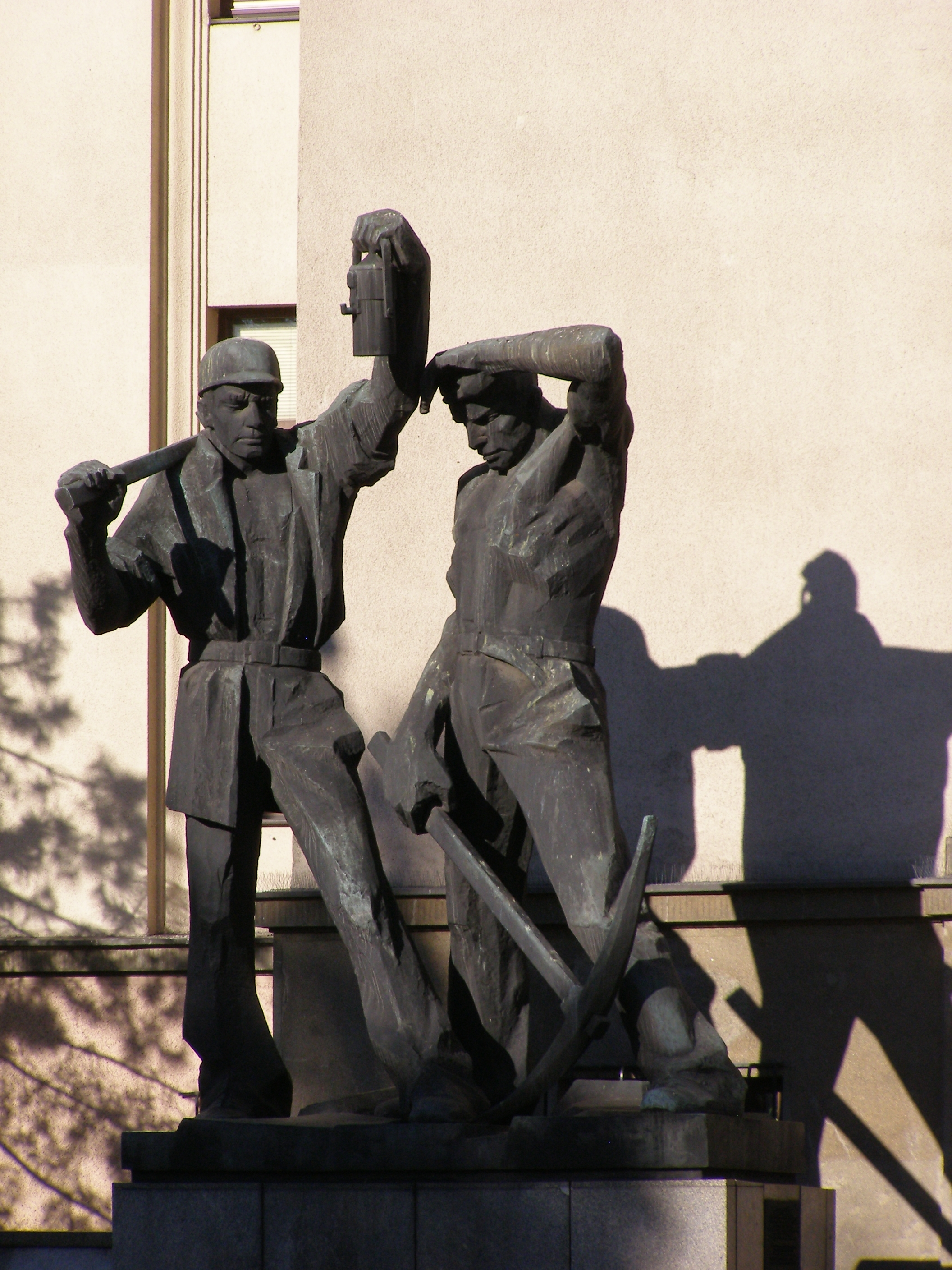
Pomnik górników po lewej stronie wejścia głównego do budynku A-0 (wersja z 1979)

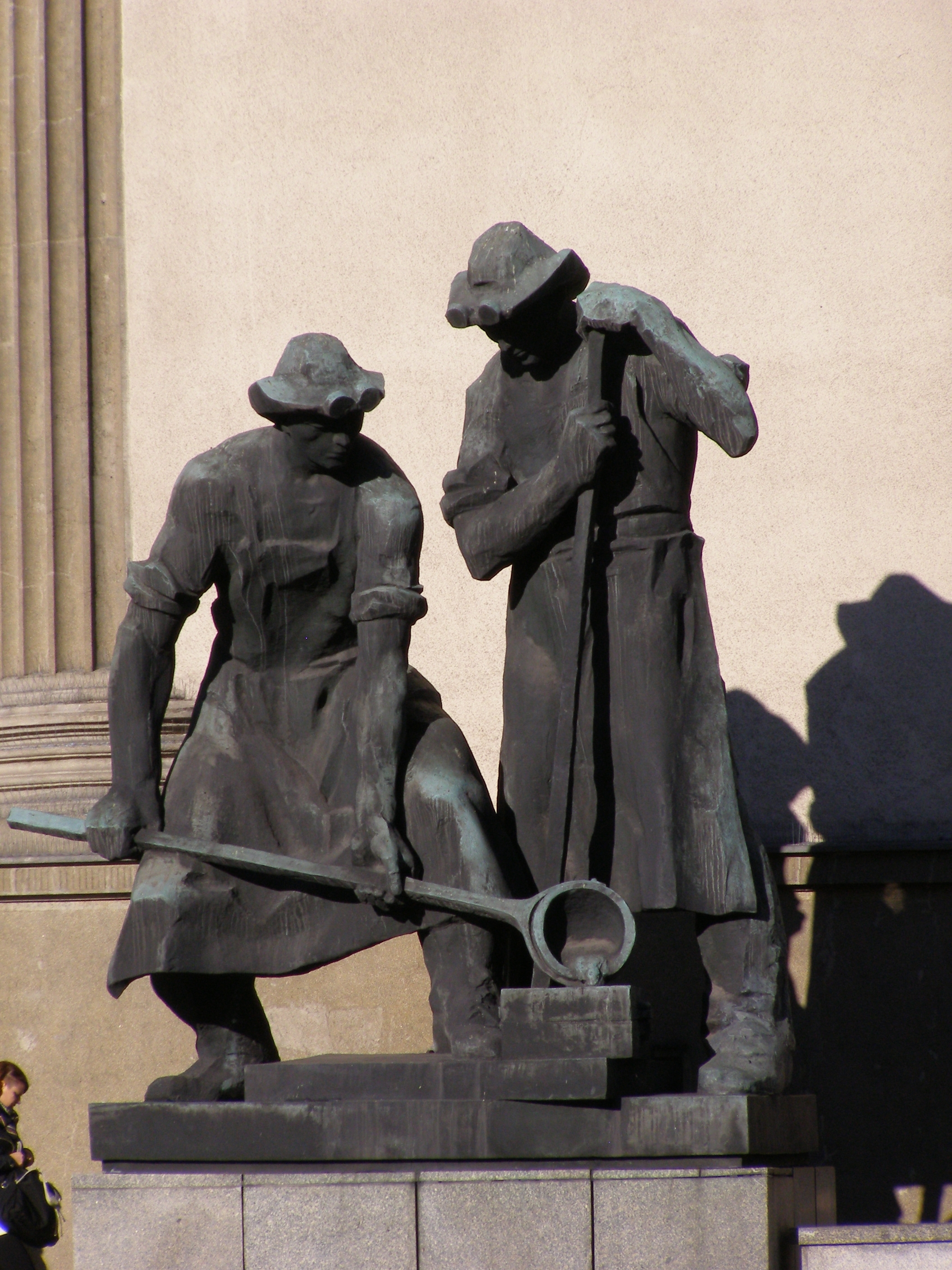
Pomnik hutników po prawej stronie głównego wejścia do budynku A-0 (1979)

Rzeźby z 1935 r. (autorstwa Jana Raszki)
7 grudnia 1935 r. przed wejściem do gmachu głównego Akademii Górniczej odsłonięte zostały grupy rzeźb górników i hutników. Ich autorem był artysta rzeźbiarz Jan Raszka. Postaci ubrane w specyficzne dla zawodu ubiory, trzymające w rękach narzędzia, wykonane zostały jako konstrukcja w kompozycji drewna i cegły, pokrytej zaprawą ceramiczną. Były one symbolami ścisłej współpracy ludzi tych dwóch trudnych i ciężkich zawodów, dla których uczelnia kształciła specjalistów. Z czasem kamienne rzeźby uległy zniszczeniu, częściowo wskutek ostrzału artyleryjskiego wojsk radzieckich w styczniu 1945 r. oraz późniejszej erozji. Rozebrano je ostatecznie w 1954 r.
Rzeźby z 1979 r. (autorstwa Bogusza Salwińskiego i Jana Sieka)
Z okazji Jubileuszu 60-lecia uczelni podjęto decyzję o odtworzeniu rzeźb górników i hutników. Inicjatywą kierowali rektor AGH prof. Henryk Filcek oraz prof. Wacław Leskiewicz i prof. Zbigniew Engel, przy znacznej pomocy dyrektora Zjednoczenia Hutnictwa Metali Nieżelaznych w Gliwicach. Odlewy w brązie o masie ok. 11 ton każda wykonano w Gliwickich Zakładach Urządzeń Technicznych na podstawie nowych projektów artystów rzeźbiarzy z ASP w Krakowie: Bogusza Salwińskiego – grupa rzeźb górników i Jana Sieka – grupa rzeźb hutników, którzy odtworzyli postacie rzeźb przedwojennych. Rzeźby zostały odsłonięte podczas uroczystości jubileuszowych 20 października 1979 r.
Obie wersje: oryginalne (z 1935 r.) i odtworzone (1979 r.), różnią się niewielkimi detalami poza wysokością – historyczne figury Raszki były wysokości 2,40 m, a współczesne – 5 m.
Współcześnie eksponowane rzeźby można opisać następująco:
Grupa górników:
- sztygar (po lewej) – górnik, należący do dozoru górniczego kopalni: w prawej ręce trzyma żelazko (młotek), zarzucone na ramię, a lewą ręką unosi nad głowę lampę górniczą,
- rębacz dołowy (po prawej) – górnik, fedrujący w pokładzie węgla kamiennego na przodku w kopalni: w prawej ręce trzyma oskard (kilof), a lewą ręką ociera pot z czoła.

Obaj górnicy ubrani są w kitel (po lewej) i kaftan (po prawej), jeden z nich ma na głowie kołpak górniczy, a drugi jest bez nakrycia głowy, przy czym niekiedy ich postacie mogą także chronić skóry górnicze.
Grupa hutników:
- garowy (po lewej) – to jeden z hutników z obsługi wielkiego pieca: trzyma oburącz chochlę do pobierania z wielkiego pieca próbki płynnej surówki i wlewa ją do kokili,
- piecowy (po prawej) – to jeden z hutników z obsługi pieca martenowskiego: oparty oburącz na gracy do udrażniania strugi stali, spuszczanej z tego pieca do kadzi.

Obaj hutnicy ubrani są w odzież ochronną, tj. ich postacie ochraniają fartuchy azbestowe, zaś na głowach mają kapelusze filcowe i okulary, chroniące oczy przed promieniowaniem. Przedstawienia postaci są adekwatne do stanu techniki i technologii hutnictwa w Polsce w okresie międzywojennym.

#### Posąg św. Barbary
Sześciometrowy posąg św. Barbary na dachu gmachu głównego AGH jest drugim pomnikiem tej świętej w tym miejscu. Pierwszy, z ręcznie kutej i spawanej blachy miedzianej, częściowo złoconej umieszczono na dachu Akademii Górniczej 24 sierpnia 1939 r. Posąg był dziełem Stefana Zbigniewicza (aresztowany i wywieziony do Auschwitz, gdzie zginął w 1942 r.). Rzeźba została zrzucona z dachu przez Niemców, po upływie ok. 130 dni od jej odsłonięcia, na początku stycznia 1940 r. Obecny posąg, wykonany przez rzeźbiarza Jana Sieka według pierwowzoru, ale w całości z miedzi, postawiono 29 maja 1999 r. Inicjatywa odbudowy pomnika pochodziła od dwóch profesorów AGH, Kazimierza Czopka i Antoniego Pasierba, natomiast decyzję o jego odbudowie i o umieszczeniu na dachu gmachu głównego podjął ówczesny rektor AGH prof. Ryszard Tadeusiewicz. Figurę poświęcił 17 czerwca 1999 r. papież Jan Paweł II podczas szóstej pielgrzymki do ojczyzny.
Pierwotnie planowano ustawienie na dachu uczelni pracy autorstwa Karola Hukana „Personifikacja geniuszu”; koncepcji nie zrealizowano.

#### Witraż św. Barbary

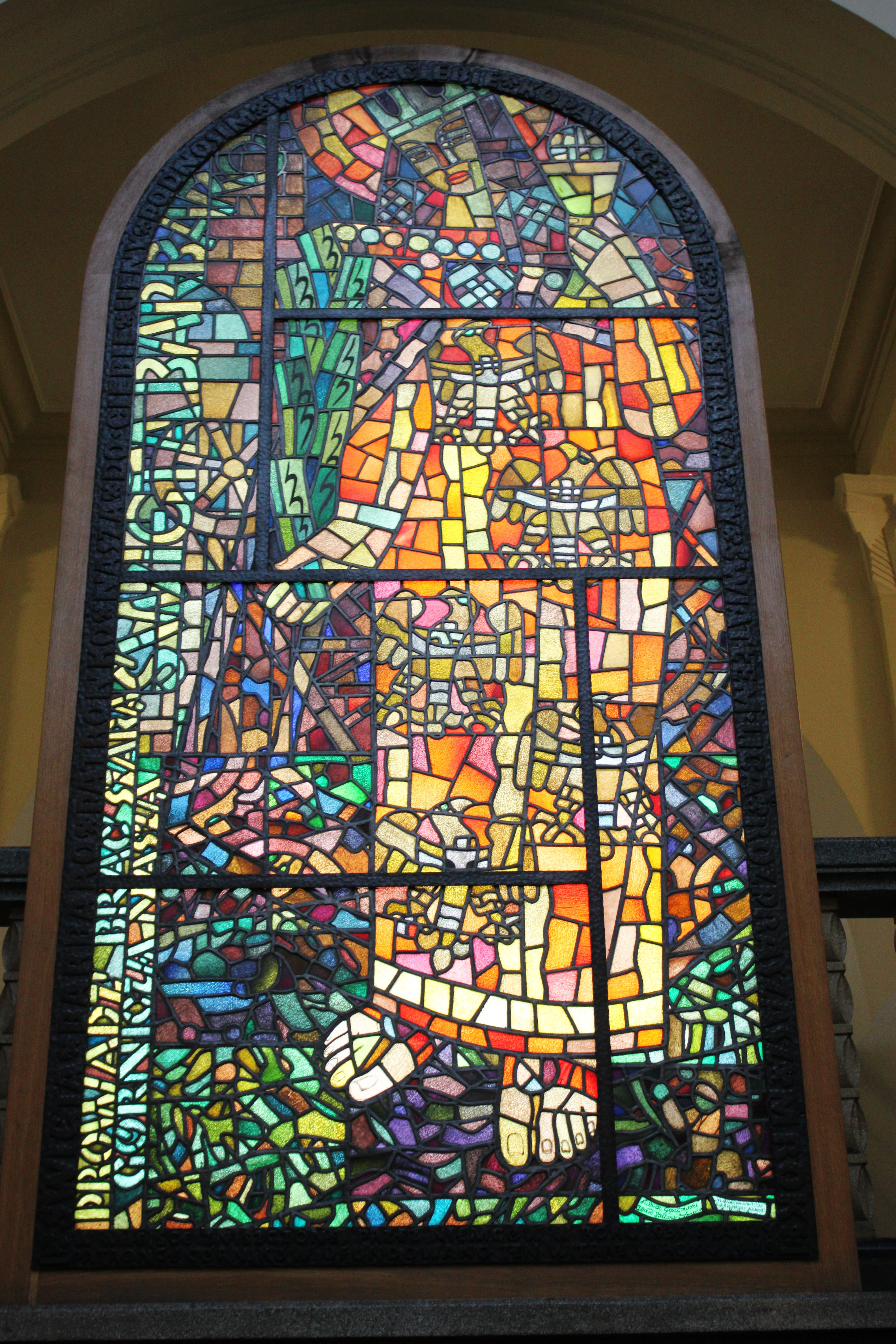
Witraż św. Barbary w budynku A-0

Na Barbórkę 1946 r. prof. Adam Stalony-Dobrzański wykonał na kalce kolorowy witraż, który umieszczono pierwotnie – jako element dekoracyjny Balu Górnika – we wnęce na półpiętrze krużganków w gmachu A-0. Na prośbę rektora prof. Walerego Goetla i Stowarzyszenia Studentów AG na Barbórkę w 1948 r. artyści prof. Ludwik Gardowski i prof. Adam Stalony-Dobrzański przygotowali projekt witraża, który następnie wykonano w Krakowskich Zakładach Witraży S.G. Żeleński w Krakowie i umieszczono jak poprzednio. Zostało to źle przyjęte przez działaczy partii komunistycznej, która w grudniu 1948 wchłonęła PPS na tzw. zjeździe zjednoczeniowym. Witraż usunięto w 1951 r. Woźni i laboranci, którym zlecono wymontowanie i wyrzucenie witraża, po kryjomu przekazali go o.o. Jezuitom przy Małym Rynku w Krakowie (kościół św. Barbary). Tam przechowywany był przez 30 lat. W 1981 r. na prośbę rektora prof. Antoniego Kleczkowskiego ojcowie zwrócili depozyt. Witraż został umieszczony w jednym z otworów okiennych auli. W 2000 r. witraż został zamontowany na drugim piętrze holu w gmachu głównym.

#### Posąg Stanisława Staszica
Z okazji jubileuszu 50-lecia AGH uczelnia otrzymała imię Stanisława Staszica. Posąg patrona uczelni, umieszczony w hallu budynku A-0, odsłonięto 22 maja 1969 r. w trakcie obchodów jubileuszu. Został on wykonany w Gliwickich Zakładach Urządzeń Technicznych w formie odlewu z brązu, według projektu wzorowanego na gipsowej rzeźbie autorstwa rzeźbiarza Mariana Szczepańca, absolwenta Wydziału Rzeźby Akademii Sztuk Pięknych w Poznaniu.

#### Tablice pamiątkowe
W gmachu głównym, oraz w innych budynkach uczelni, znajduje się kilkadziesiąt tablic upamiętniających osoby i ważne wydarzenia z historii uczelni, m.in.:
- prof. Jana Zarańskiego, pierwszego profesora uczelni (budynek A-0, parter),
- prof. Józefa Morozewicza, Przewodniczącego Komitetu Organizacyjnego AG (budynek A-0, parter),
- prof. Antoniego Hoborskiego, pierwszego rektora AG (budynek A-0, I piętro),
- prof. Władysława Taklińskiego, rektora AG w latach 1933–1939 (budynek A-0, parter),
- prof. Walerego Goetla, rektora AGH w Krakowie w latach 1939–1951 (budynek A-0, I piętro),
- 30. rocznicę Sonderaktion Krakau (budynek A-0, I piętro),
- profesorów szkół krakowskich więzionych w KZ Sachsenhausen w latach 1939–1940 (budynek A-0, I piętro),
- pracowników AG zamordowanych w obozach NKWD w 1940 r. (budynek A-0, I piętro),
- pracowników AG, którzy zginęli z rąk okupanta hitlerowskiego za ojczyznę i naukę w latach 1939–1945 (budynek A-0, I piętro),
- wychowanków i studentów Akademii Górniczej poległych w latach 1939–1945 (budynek A-0, I piętro),
- Tajną Organizację Nauczycielską TON AGH (budynek A-0, parter),
- Naczelnika Państwa Polskiego Józefa Piłsudskiego (budynek A-0, parter),
- nadanie Janowi Pawłowi II tytułu doktora honoris causa Akademii Górniczo-Hutniczej w 2000 r. (budynek A-0, I piętro).

### Laboratoria
AGH posiada ponad 800 laboratoriów, które wyposażone są w unikatową aparaturę, w tym m.in. jeden z nielicznych w świecie analityczny transmisyjny mikroskop elektronowy Titan Cubed G-2 60-300, urządzenia pracujące w warunkach wysokiej czystości, w tzw. clean room z aparaturą do nanotechnologii i nanodiagnostyki materiałowej, specjalistyczny tomograf komputerowy do badań materiałów budowlanych, mikrosonda elektronowa Jeol SuperProbe JXA-8230 umożliwiająca określenie zawartości pierwiastków od boru do uranu we wszelkiego rodzaju substancjach stałych, spektrometry masowe, dyfraktometry, drukarki 3D pozwalające tworzyć prototypy, urządzenia do badań środowiskowych, mikroskopy do analiz i pomiarów parametrów mikrostruktur, a także instalacje laboratoryjne (np. w pełni funkcjonalna linia produkcyjna w Laboratorium Industry 4.0 czy muzyczna cewka Tesli w Laboratorium Wysokich Napięć). W AGH znajduje się jedno z najcichszych miejsc na świecie – komora bezechowa, a także Kopalnia Doświadczalna – unikatowe w skali kraju i jedno z nielicznych w Europie laboratorium badawczo-dydaktyczne, pełniące także funkcje muzealne (budynek B-2).
Akademickie Centrum Komputerowe CYFRONET AGH udostępnia światowej klasy zasoby i rozwiązania informatyczne. Są to przede wszystkim trzy superkomputery: Ares (moc obliczeniowa ponad 3,5 PFlops, 216. miejsce na liście TOP500 najszybszych superkomputerów na świecie w 2021 r.), Prometheus (moc obliczeniowa 2,65 PFlops, 38 pozycja na liście TOP500 w 2015 r.) i Zeus (moc obliczeniowa 374 TFlops, 81 pozycja na liście TOP500 w 2011 r.).

### Biblioteka Główna

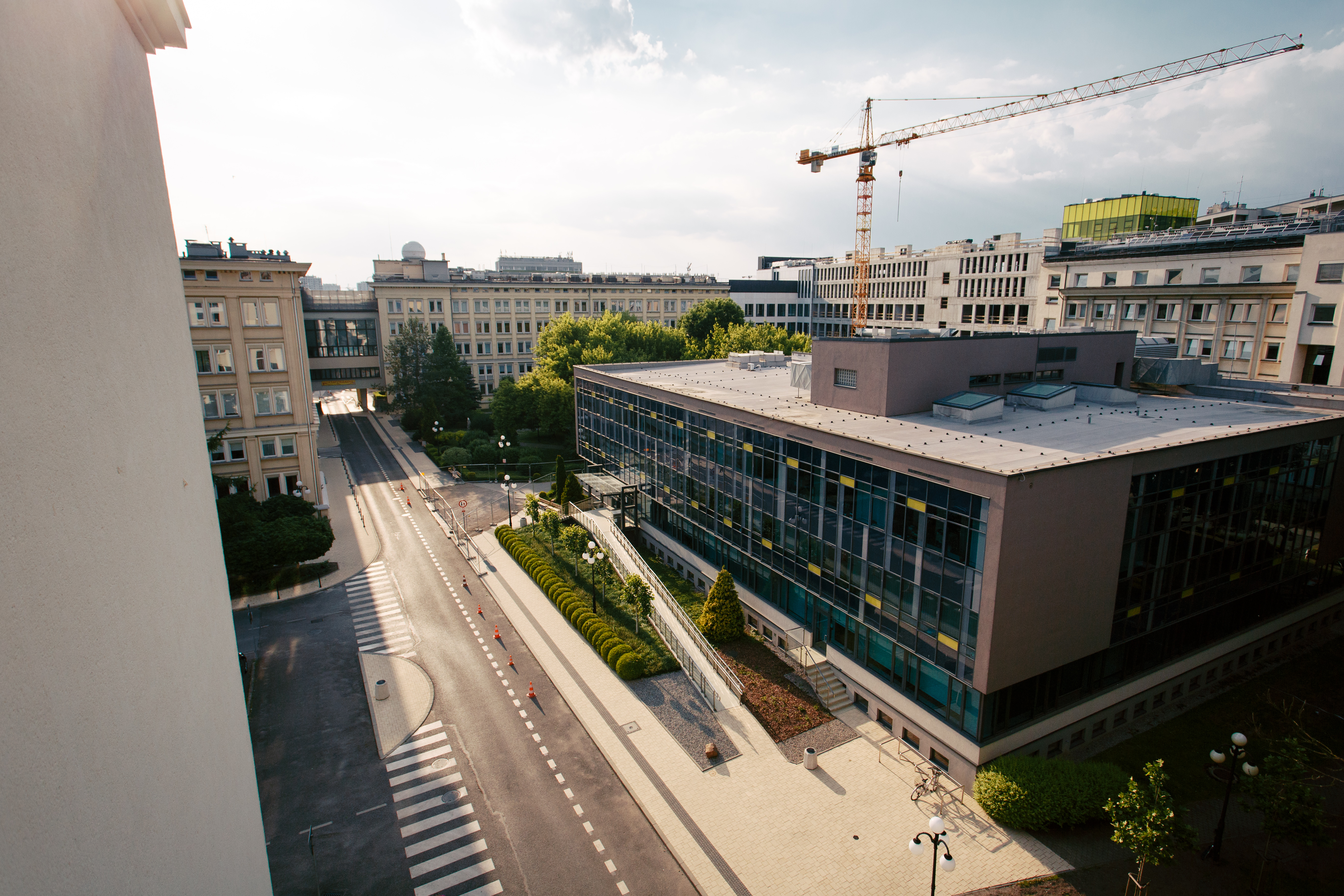
Biblioteka Główna AGH

Biblioteka Główna AGH jest największą biblioteką techniczną w Krakowie i jedną z największych w Polsce.
Powstała w roku akademickim 1921/22 i początkowo mieściła się w budynku przy ul. Loretańskiej 18, a następnie przy ul. Smoleńsk 7. W 1929 r. zbiory zostały przeniesione do pomieszczenia w nowo powstałym gmachu Akademii Górniczej przy al. Mickiewicza 30. W 1938 r. księgozbiór liczył ponad 17 tysięcy tomów. W czasie II wojny światowej zbiory zostały zdeponowane w Bibliotece Jagiellońskiej. Pomimo zakazu władz Generalnego Gubernatorstwa były konspiracyjnie wypożyczane studentom i pracownikom AG. Po wojnie księgozbiór, uszczuplony o około 25%, powrócił do głównego gmachu uczelni.
W 1966 r. otwarto nowy, wolno stojący budynek biblioteczny, wzniesiony dzięki staraniom dyrektora Władysława Piaseckiego. W wyniku uruchamiania na AGH nowych kierunków kształcenia powiększał się księgozbiór i poszerzała jego tematyka. W latach 90. biblioteka została skomputeryzowana. W latach 1996–1999 przeprowadzono remont wnętrz, a w 2010 r. rozpoczęto modernizację głównej elewacji budynku oraz podjęto decyzję o jego rozbudowie i remoncie kapitalnym. Zmodernizowany gmach otwarto w 2014 r.
Księgozbiór liczy ponad 900 tysięcy woluminów (wliczając książki, czasopisma i zbiory specjalne). Oprócz gromadzenia zbiorów w formie drukowanej biblioteka organizuje dostęp do polskich i zagranicznych komputerowych baz danych oraz czasopism w wersji elektronicznej, a także kolekcji e-książek.
Pracownicy Oddziału Informacji Naukowej BG prowadzą portal Historia AGH, przedstawiający najważniejsze fakty, postaci i daty z dziejów uczelni.

### Tereny zielone i galeria plenerowa

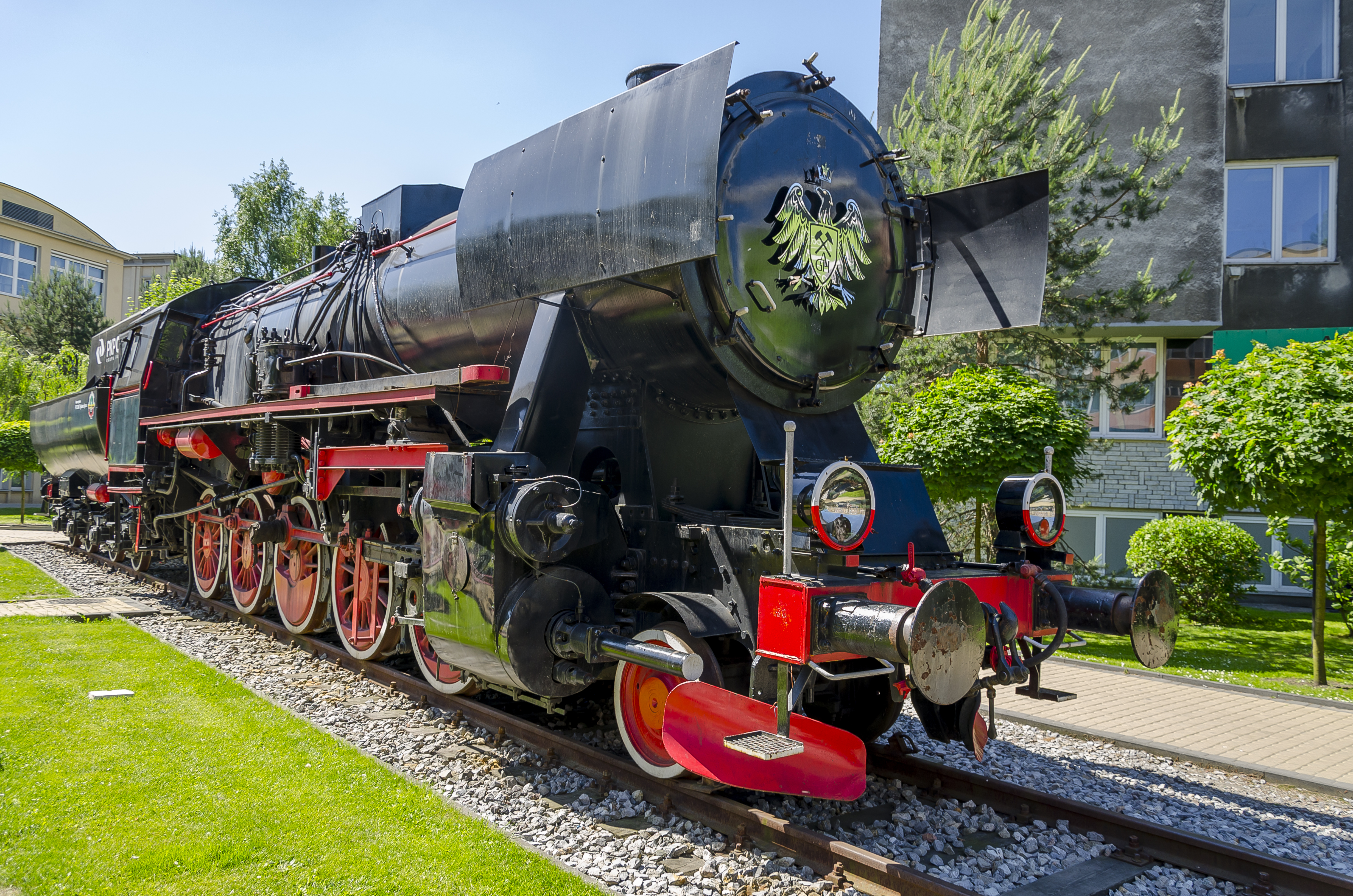
Lokomotywa AGH

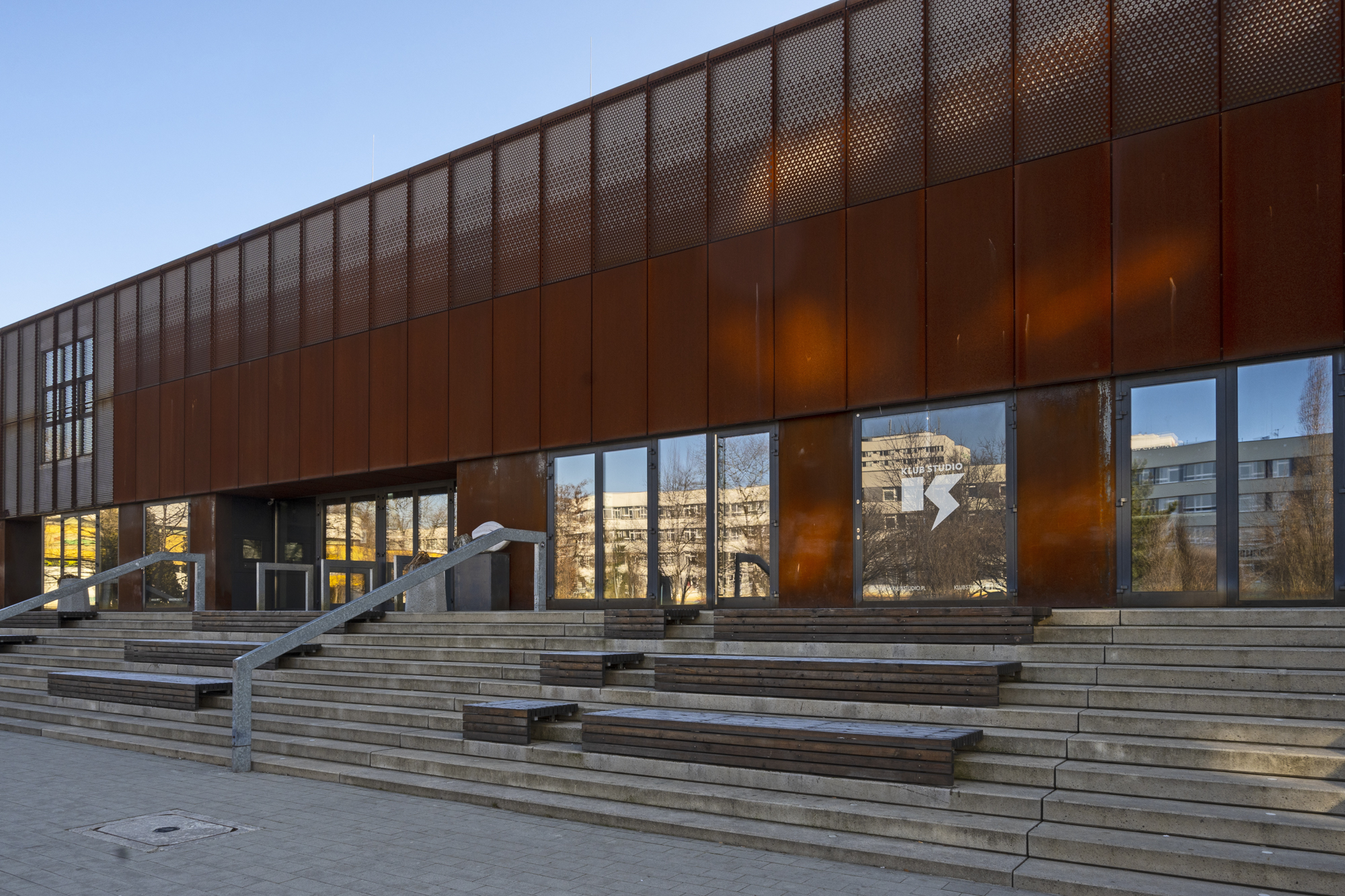
Klub STUDIO

Zieleńce i skwery kampusu to swego rodzaju galeria plenerowa. Można w niej znaleźć m.in. rzeźby artysty Bronisława Chromego (rzeźby „Dwoje”, „Rybka”), rzeźby studentów Wydziału Rzeźby Akademii Sztuk Pięknych w Krakowie, a także eksponaty będące dziełem natury – głazy narzutowe. Ponadto na terenie kampusu umieszczono maszyny związane z rozwojem myśli technicznej i z działalnością badawczą wydziałów (m.in. koło wyciągowe wieży szybowej, indywidualny żuraw pompowy, kombajn ścianowy, wagonik kolejki, panele słoneczne oraz wał korbowy). Na skwerze przed budynkiem B-5 stoi m.in. tzw. Lokomotywa AGH (parowóz towarowy Ty2-559) oraz równikowy zegar słoneczny.

### Miasteczko Studenckie AGH
Miasteczko Studenckie AGH o powierzchni 13 ha stanowi integralną część kampusu AGH i jest największym osiedlem studenckim w Polsce. 20 domów studenckich, zwanych akademikami (nazwa od budynku Politechniki Warszawskiej), oferuje studentom ponad 7500 miejsc.
Na terenie Miasteczka znajdują się m.in. kluby studenckie, basen z siłownią i kręgielnią oraz boiska sportowe.
Kluby studenckie:
- Akademickie Centrum Kultury Klub STUDIO – jeden z największych klubów koncertowych w Polsce. Znajduje się tu również Browar Górniczo-Hutniczy.
- Klub Zaścianek,
- Klub Gwarek,
- Klub Filutek.

## AGH poza Krakowem
W Miękini znajduje się Centrum Zrównoważonego Rozwoju i Poszanowania Energii WGGiOŚ AGH.
W Regulicach zlokalizowane jest Laboratorium Techniki Strzelniczej i Materiałów Wybuchowych, które należy do Wydziału Inżynierii Lądowej i Gospodarki Zasobami.
W 2018 r. uczelnia zakupiła od Skarbu Państwa Zespół Pałacowo-Parkowy w Młoszowej, będący jednym z unikatowych zabytków na mapie Małopolski. Obecnie w pałacu trwają prace modernizacyjne.
Ośrodek AGH w Łukęcinie (położony w województwie zachodniopomorskim) jest miejscem wypoczynkowym, w którym można organizować konferencje i działalność dydaktyczną. Ponadto uczelnia posiada także Ośrodek Szkoleniowo-Wypoczynkowy w Krynicy.

## Historia

### Starania o utworzenie Akademii Górniczej

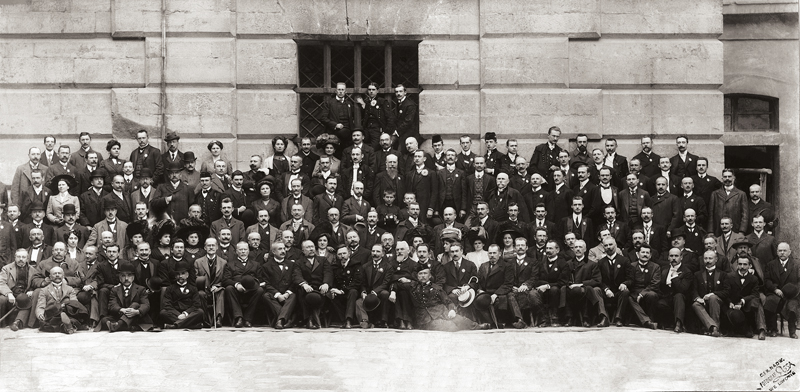
Uczestnicy II Zjazdu Polskich Górników i Hutników we Lwowie (1910 r.), podczas którego podjęto uchwałę o potrzebie utworzenia wyższych studiów górniczych w Galicji

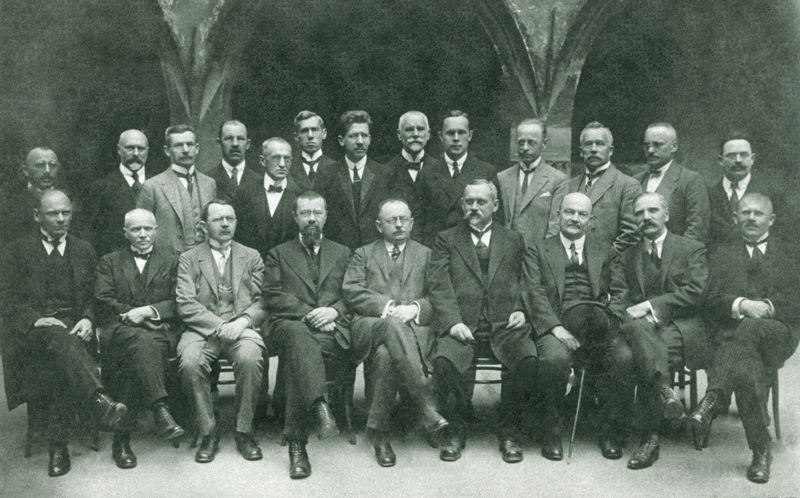
Grupa profesorów i wykładowców Akademii Górniczej, lata 20. XX w.

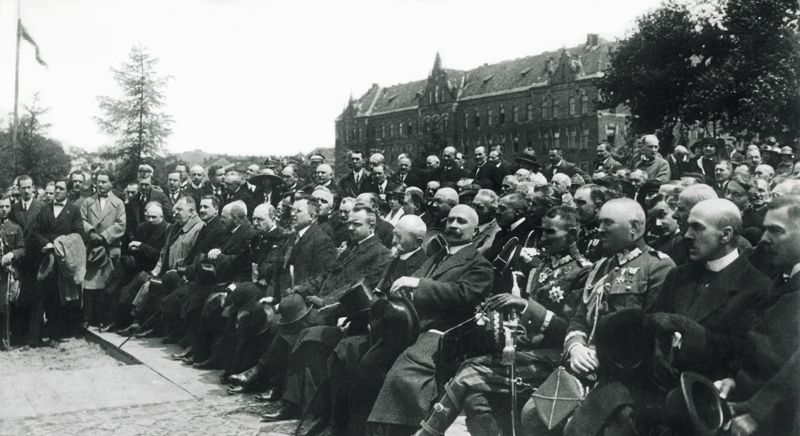
Uczestnicy uroczystości położenia kamienia węgielnego pod budowę gmachu AG, 1923 r.

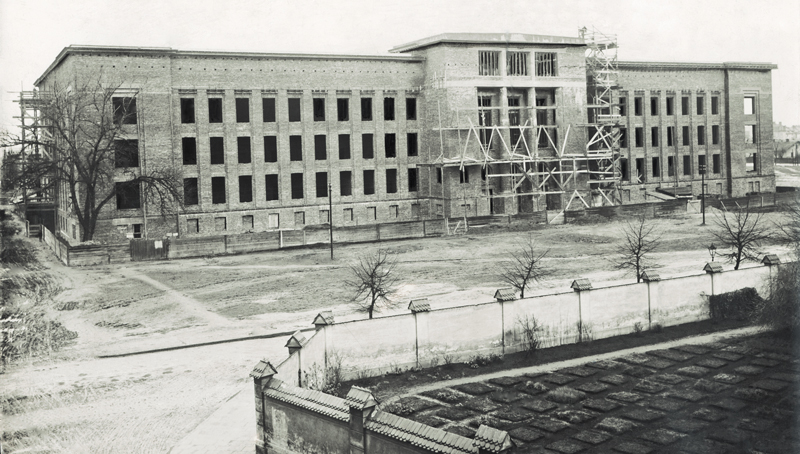
Budowa gmachu AG

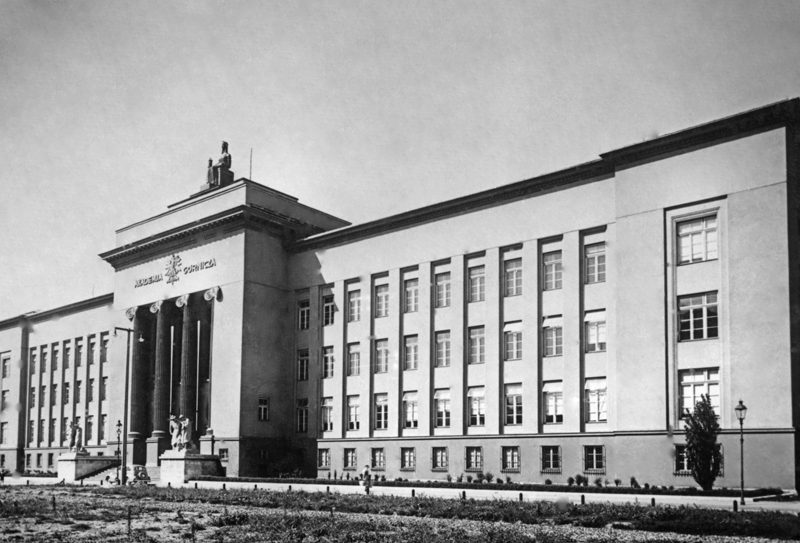
Gmach AG w 1939 r.

Starania o utworzenie w Krakowie uczelni górniczej oraz powołanie kadry naukowej rozpoczęły się w drugiej połowie XIX w. i nasiliły wraz z uzyskaniem przez Galicję autonomii w 1860 r. W prace te byli zaangażowani polscy inżynierowie – górnicy i hutnicy, posłowie galicyjscy oraz władze Krakowa.
Na początku XX w. pod przewodnictwem inż. Jana Zarańskiego grupa inżynierów i działaczy górniczych zabiegała o zgodę na powołanie w Krakowie wyższej uczelni kształcącej inżynierów górnictwa. Prowadzono także intensywne działania dyplomatyczne w Wiedniu, aby uzyskać przychylność rządu austriackiego.
Starania te zostały uwieńczone powodzeniem – 10 lipca 1912 r. władze Krakowa otrzymały informację o decyzji rządu otwarcia w tym mieście akademii górniczej i pytaniem, w jaki sposób miasto przyczyni się do uruchomienia uczelni.

### 1913 – powołanie Akademii Górniczej
W kwietniu 1913 r. Ministerstwo Robót Publicznych w Wiedniu powołało Komitet Organizacyjny Akademii Górniczej w Krakowie. Przewodniczącym komitetu został prof. Józef Morozewicz. Funkcję wiceprzewodniczącego objął Jan Zarański, który był także konsultantem ministerstwa do spraw nowej uczelni.
31 maja 1913 r. cesarz Franciszek Józef I podpisał dokument zatwierdzający utworzenie wyższej szkoły górniczej w Krakowie.
W tym samym roku zorganizowano konkurs na projekt gmachu akademii, który wygrał Sławomir Odrzywolski, przy współpracy z Adamem Ballenstedtem. Jesienią 1913 r. mianowano pierwszego profesora uczelni – Jana Zarańskiego.
Wybuch I wojny światowej uniemożliwił rozpoczęcie w październiku 1914 r. pierwszego roku akademickiego nowo otwartej uczelni. W notatce z konferencji u prezydenta miasta Krakowa Juliusza Lea widnieje dopisek dotyczący Akademii Górniczej. Urzędnik magistratu, prawdopodobnie porządkując dokumenty, dopisał w rogu kartki na jednym z dokumentów: „Wskutek wybuchu wojny nie otwarto akademii górniczej, cała sprawa odroczona do spokojnych czasów, 21 marca 1915 r.”.

### 1919 – otwarcie uczelni
Po odzyskaniu przez Polskę niepodległości w 1918 r. Komitet Organizacyjny Akademii Górniczej wznowił prace.
8 kwietnia 1919 r. Rada Ministrów podjęła uchwałę w sprawie założenia i uruchomienia Akademii Górniczej w Krakowie.
1 maja 1919 r. mianowano sześciu profesorów: Władysława Gąsiorowskiego, Antoniego Hoborskiego, Kazimierza Klinga, Stefana Kreutza, Stanisława Płużańskiego i Jana Stocka.
Rektorem został mianowany prof. Stanisław Płużański, ale nie podjął obowiązków rektorskich ani profesorskich, gdyż w tym czasie pełnił funkcje doradcy w Głównym Urzędzie Zakupów dla Armii i z tego powodu otrzymał urlop od 1 lipca 1919 do końca września 1920. Po uruchomieniu pierwszego roku studiów w krakowskiej Akademii Górniczej cały ciężar prac i obowiązków organizacyjnych wzięli na siebie profesorowie Józef Morozewicz i Antoni Hoborski, który został pierwszym dziekanem Wydziału Górniczego, pierwszym urzędującym rektorem (1920–1922) i kierownikiem Zakładu Matematyki (1919–1939).
20 października 1919 r. Naczelnik Państwa Józef Piłsudski dokonał uroczystego otwarcia Akademii Górniczej w auli Uniwersytetu Jagiellońskiego.

### Wojna polsko-bolszewicka
Studenci Akademii Górniczej brali czynny udział w wojnie polsko-bolszewickiej w 1920 r. Wydarzenia te opisał prof. Antoni Hoborski: „cała nasza młodzież poddała się ochotniczemu poborowi wojskowemu, na którym byłem obecny; potem dnia 19 lipca 1920 r. wyjechała do swych obozów (tylko 6 uznano za niezdolnych do służby)”.

### AG w dwudziestoleciu międzywojennym
Zgodnie z ustawą o szkołach akademickich z 1920 r. Akademia Górnicza należała do tzw. państwowych szkół akademickich (mających określone prawa i przywileje, np. nadawania stopni naukowych).
15 czerwca 1923 r. odbyła się uroczystość położenia kamienia węgielnego pod budowę gmachu Akademii. Budowla swój ostateczny kształt uzyskała niedługo przed wybuchem wojny.
W 1925 r. powstał projekt godła Akademii Górniczej, sygnowany monogramem B.T. (Bogdan Treter), prawdopodobnie zatwierdzony przez Zebranie Ogólne Profesorów.
Od września 1929 r. do marca 1930 r. sukcesywnie wprowadzano do gmachu uczelni katedry oraz administrację uczelni, a w 1935 r. dokonano uroczystego poświęcenia budynku.
Uczelnia szybko osiągnęła wysoki poziom kształcenia, wchodząc do grona najlepszych europejskich szkół górniczych. Ponadto ściśle współpracowała, w miarę sił i środków, z przemysłem, zachowując łączność z gospodarką kraju.
W okresie międzywojennym na dwóch wydziałach – Wydziale Górniczym i Wydziale Hutniczym – Akademia wykształciła 792 inżynierów, spośród których wielu zajmowało wysokie stanowiska w polskim przemyśle oraz szkolnictwie wyższym. Pierwszą kobietą z tytułem zawodowym magistra inżyniera górnika została w 1936 roku Marta Suchanek.

### II wojna światowa
Najazd Niemiec na Polskę we wrześniu 1939 r. przerwał działalność uczelni. 6 września Kraków zajęły wojska niemieckie. Rozpoczęła się grabież mienia uczelni i przygotowanie gmachu Akademii Górniczej na siedzibę tzw. rządu Generalnego Gubernatorstwa (niem. Regierung des Generalgouvernements, GG). W 1940 r. rzeźba św. Barbary została zrzucona z dachu budynku głównego i rozbita.

#### Sonderaktion Krakau
6 listopada 1939 r. zwołano ogólne zebranie profesorów UJ w celu poinformowania zebranych o poglądach niemieckich władz na sprawy nauki i szkolnictwa. W dniu tym o godz. 12.00 w sali nr 66 Collegium Novum zebrali się licznie profesorowie i wykładowcy. Budynek został otoczony przez gestapo, a zebrani aresztowani. Wśród aresztowanych znaleźli się również profesorowie Akademii Górniczej, którzy w tym czasie brali udział w zebraniu własnym, odbywającym się w sali posiedzeń Wydziału Filozoficznego UJ. Uwięziono 183 osoby spośród profesorów, docentów i asystentów Uniwersytetu Jagiellońskiego i Akademii Górniczej oraz osoby spoza uczelni.
Aresztowanych zatrzymano w więzieniu przy ul. Montelupich w Krakowie. Następnie przeniesiono ich do koszar przy ul. Mazowieckiej, a potem przewieziono do więzienia we Wrocławiu i w końcu do obozu koncentracyjnego w Sachsenhausen.
Wśród aresztowanych w tzw. „Sonderaktion Krakau” znaleźli się profesorowie: Zygmunt Sariusz-Bielski, Witold Budryk, Edmund Chromiński, Stefan Czarnocki, Iwan Feszczenko-Czopiwski, Roman Dawidowski, Stanisław Gołąb, Antoni Hoborski, Stanisław Jaskólski, Mieczysław Jeżewski, Aleksander Krupkowski, Adam Ludkiewicz, Izydor Stella-Sawicki, Wilhelm Staronka, Jan Studniarski, Władysław Takliński, Feliks Zalewski, docenci: Andrzej Bolewski, Mikołaj Czyżewski, Edward Windakiewicz, wykładowca Antoni Meyer, starszy asystent Julian Kamecki.
Po kilku dniach zwolniono profesora Iwana Feszczenko-Czopiwskiego i docenta Mikołaja Czyżewskiego, którzy byli narodowości ukraińskiej. Ze względu na podeszły wiek zwolniony został także docent Edward Windakiewicz (miał wtedy 81 lat).
W obozie koncentracyjnym utracili życie:
- prof. Antoni Hoborski – pierwszy rektor Akademii Górniczej w latach 1920–1922,
- prof. Władysław Takliński – rektor Akademii Górniczej w latach 1933–1939,
- dr inż. Antoni Meyer, kierownik Katedry Prawoznawstwa Wydziału Górniczego AG w latach 1932–1939.

9 lutego 1940 r. zwolniono starszych profesorów. W obozie pozostali: Andrzej Bolewski, Stanisław Gołąb i Julian Kamecki. Przewieziono ich do obozu koncentracyjnego w Dachau i dopiero w ostatnim kwartale 1940 r. zwolniono. Zwolnienie profesorów AG było możliwe na skutek szerokiej akcji protestacyjnej prowadzonej przez środowiska naukowców całego świata.

#### Pracownicy Akademii Górniczej ofiarami zbrodni katyńskiej
Wśród ofiar zamordowanych przez NKWD na terenie Związku Radzieckiego w okresie kwiecień–maj 1940 r. znalazło się trzech pracowników Akademii Górniczej:
- dr inż. Zygmunt Mitera – adiunkt Wydziału Górniczego (zamordowany w tzw. obozie charkowskim),
- inż. Tadeusz Ramza – starszy asystent Wydziału Górniczego (zamordowany strzałem w tył głowy podczas likwidacji obozu jenieckiego polskich oficerów w Starobielsku),
- inż. Augustyn Jelonek – adiunkt Wydziału Hutniczego (zamordowany strzałem w tył głowy podczas likwidacji obozu jenieckiego polskich oficerów w Starobielsku).

Pod niemieckim przymusem, ale za wiedzą i zgodą rządu polskiego w Londynie i władz podziemnych w Polsce, w 1943 r. do Katynia udało się kilkunastu Polaków, w tym m.in. pisarz Ferdynand Goetel (sekretarz Akademii Górniczej w latach 1920–1925, brat prof. Walerego Goetla). Komisje potwierdziły, że zbrodnia na polskich oficerach jest dziełem Sowietów. Po wojnie Ferdynand Goetel był dla Sowietów jednym z najbardziej niewygodnych świadków zbrodni katyńskiej.

#### Szkolnictwo czasu wojny
Dzięki ofiarności pracowników Akademii Górniczej udało się uratować księgozbiór Biblioteki Głównej i zdeponować go w Bibliotece Jagiellońskiej. Działalność Akademii zeszła do konspiracyjnego podziemia, a władze rektorskie starały się odzyskać lub stworzyć prowizoryczną bazę lokalową i materiałową.
Za zgodą okupanta we wrześniu 1940 r. uruchomiono średnią Państwową Szkołę Górniczo-Hutniczo-Mierniczą (Staatliche Fachschule für Berg- Hütten- und Vermessungswesen) z polskim językiem wykładowym. Dyrektorem szkoły został prof. Walery Goetel, a nauczycielami profesorowie zamkniętej AG. Profesorowie i asystenci zaangażowali się również w tajne nauczanie, prowadząc wykłady i ćwiczenia dla studentów AG. W toku tajnego nauczania przeprowadzono 278 egzaminów kursowych i 16 przewodów dyplomowych.

### Dzieje po II wojnie światowej

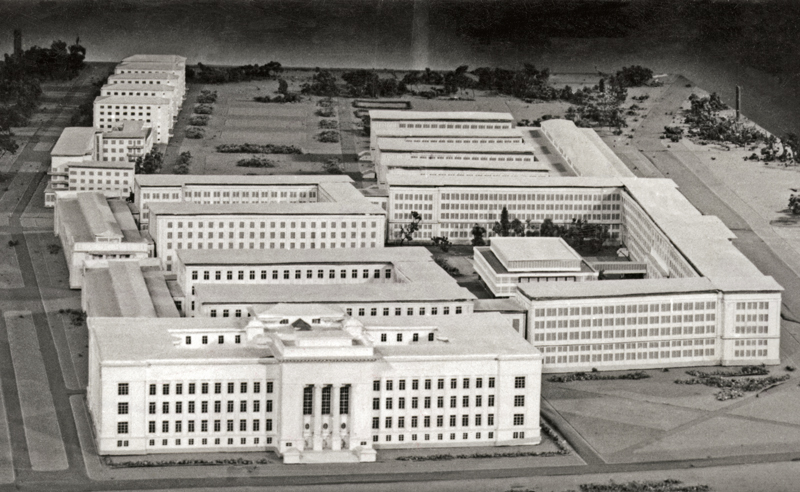
Makieta rozbudowanej w latach powojennych AGH

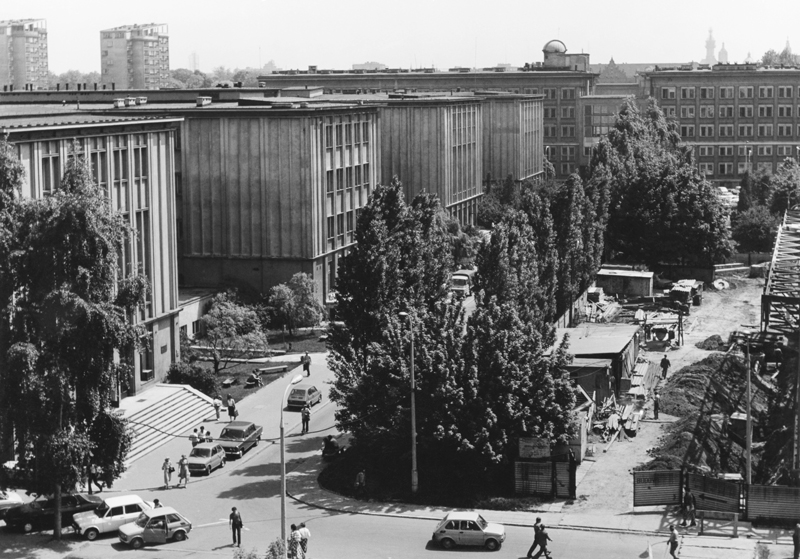
Kampus AGH w latach 80. XX w.

Na przełomie lipca i sierpnia 1945 r. prof. Andrzej Bolewski wraz z prof. Walerym Goetlem i prof. Stanisławem Leszczyckim znaleźli się w grupie ekspertów towarzyszących delegacji rządowej na konferencję w Poczdamie. Brali oni udział w negocjacjach Wielkiej Trójki w sprawie wytyczenia zachodniej granicy Polski.
W 1947 r. podjęto wewnętrzną uchwałę, by zmienić nazwę uczelni na Akademia Górniczo-Hutnicza. Formalne zatwierdzenie tej uchwały przez władze nadrzędne nastąpiło w 1949 r.
Z inicjatywy rektora prof. Walerego Goetla, który wypromował dalekosiężny plan rozwoju uczelni, przystąpiono do jej rozbudowy. Plan ten był realizowany w kolejnych dekadach.
W okresie PRL profil prac naukowych i dydaktyki uczelni został dostosowany do potrzeb rozwoju przemysłu, a sama uczelnia rozwijała się szybciej niż jakakolwiek inna szkoła wyższa.
W wydarzeniach marcowych, które w Krakowie rozpoczęły się 11 marca 1968 r. (trzy dni po słynnym wiecu w Warszawie), brali udział głównie studenci UJ i AGH, a ośrodek dowodzenia ruchu mieścił się w akademiku UJ „Żaczek” oraz zamieszkanym przez studentów AGH akademiku przy Reymonta 17.
W 1969 r. patronem Akademii został Stanisław Staszic. Uczelnia otrzymała wówczas swój sztandar.
W dniach 14–16 grudnia 1981 r. ponad 400 pracowników AGH sprzeciwiło się wprowadzeniu stanu wojennego, organizując strajk okupacyjny. Miejscem strajku był budynek C-4. NSZZ „Solidarność” AGH był jedyną w Krakowie i jedną z trzech organizacji uczelnianych w kraju, które zorganizowały strajki okupacyjne w pierwszych dniach stanu wojennego.
Od lat 90. XX w. uczelnia rozbudowuje kierunki studiów, które wyznaczają postęp technologiczny, takie jak m.in. automatyka i robotyka, informatyka, elektronika i telekomunikacja, inżynieria biomedyczna, mechatronika.
W 2003 r. zdecydowano o przyjęciu angielskiego tłumaczenia nazwy uczelni, które brzmi: AGH University of Science and Technology.
W roku akademickim 2006/2007 wdrożono nowy System Identyfikacji Wizualnej. Wprowadzono m.in. nowy znak identyfikujący AGH.
Wejście AGH w XXI w. wiąże się z intensywną rozbudową uczelni. Od tego czasu kampus wzbogacił się o kilkanaście nowych budynków, a wiele dotychczasowych obiektów zostało zmodernizowanych.
W 2023 r. na mocy zarządzenia Rektora przyjęto obowiązującą nazwę uczelni w języku angielskim: AGH University of Krakow.

## Symbole uczelni

### Godło
Godło Akademii Górniczo-Hutniczej stanowi stylizowany orzeł z koroną, z głową obróconą w prawą stronę i z tarczą, na której umieszczone są skrzyżowane perlik i żelazko (godło górnicze) oraz inicjały AGH. Wykonano je na podstawie projektu godła Akademii Górniczej autorstwa Bogdana Tretera z 1925 roku. Jego użycie jest obecnie zarezerwowane wyłącznie do promowania historii oraz dziedzictwa naukowego uczelni.

### Znak graficzny
Znak graficzny AGH jest jedynym znakiem służącym codziennej identyfikacji wizualnej uczelni. W tej roli zastąpił godło. Sygnet stanowi stylizowany, uproszczony wizerunek orła, nawiązujący do godła uczelni. W wersji wielobarwnej znaku sygnet jest trójbarwny.

### Barwy
Barwami Akademii Górniczo-Hutniczej są zieleń, czerń oraz czerwień.

## Tradycje

### „Barbórka”
„Barbórka” jest górniczym świętem wpisanym w tradycje AGH, sięgającym do zwyczajów starych austriackich szkół górniczych, które zostały przeszczepione przez profesorów uczelni na krakowski grunt. 4 grudnia organizowany jest „Pochód lisów”, czyli przemarsz orszaku górniczego ulicami Krakowa. Pochód prowadzi do Kolegiaty św. Anny, w której odbywa się msza św. barbórkowa. Głównym punktem obchodów jest uroczystość w Auli w budynku A0, po której w holu reprezentacyjnym odbywa się „Tradycyjny skok przez skórę”, czyli symboliczne pasowanie na górnika studentów I roku kierunku górnictwo i geologia. Obchodom towarzyszy także cykliczna Konferencja Studenckich Kół Naukowych Pionu Górniczego oraz Międzynarodowa Wystawa i Giełda Minerałów, Skamieniałości i Wyrobów Jubilerskich. Zwieńczeniem uroczystości jest spotkanie gwarków.

### Dzień Hutnika
Drugim niezwykłym świętem organizowanym w AGH jest Dzień Hutnika, którego forma jest podobna do uroczystości górniczych. Wydarzenie organizowane jest corocznie w maju. Obok uroczystości w Auli, w programie znajduje się m.in. Konferencja Studenckich Kół Naukowych Pionu Hutniczego oraz konferencja naukowa. Do pielęgnowanych zwyczajów hutniczych należy ceremonia Ślubowania Hutniczego, która odbywa się w holu reprezentacyjnym w gmachu głównym AGH. Stałym elementem jest również spotkanie pracowników i studentów na karczmie hutniczej.

### Święto Nauk Ścisłych – Dni prof. Antoniego Hoborskiego
Corocznie w listopadzie w AGH odbywa się Święto Nauk Ścisłych – Dni prof. Antoniego Hoborskiego. Celem wydarzenia jest popularyzacja nauk ścisłych oraz ich technicznych zastosowań, a także upamiętnienie postaci prof. Antoniego Hoborskiego – matematyka, pierwszego rektora Akademii Górniczej.

## Społeczności, organizacje i stowarzyszenia

### Związki zawodowe
- Związek Nauczycielstwa Polskiego
- NSZZ „Solidarność” AGH

### Stowarzyszenia
- Stowarzyszenie Studentów BEST AGH Kraków
- Stowarzyszenie Wychowanków Akademii Górniczo-Hutniczej

### Fundacje
- Fundacja dla AGH
- Fundacja Studentów i Absolwentów AGH „Academica”
- Fundacja Zespołu Pieśni i Tańca „Krakus”

### Uczelniane organizacje studenckie i doktoranckie

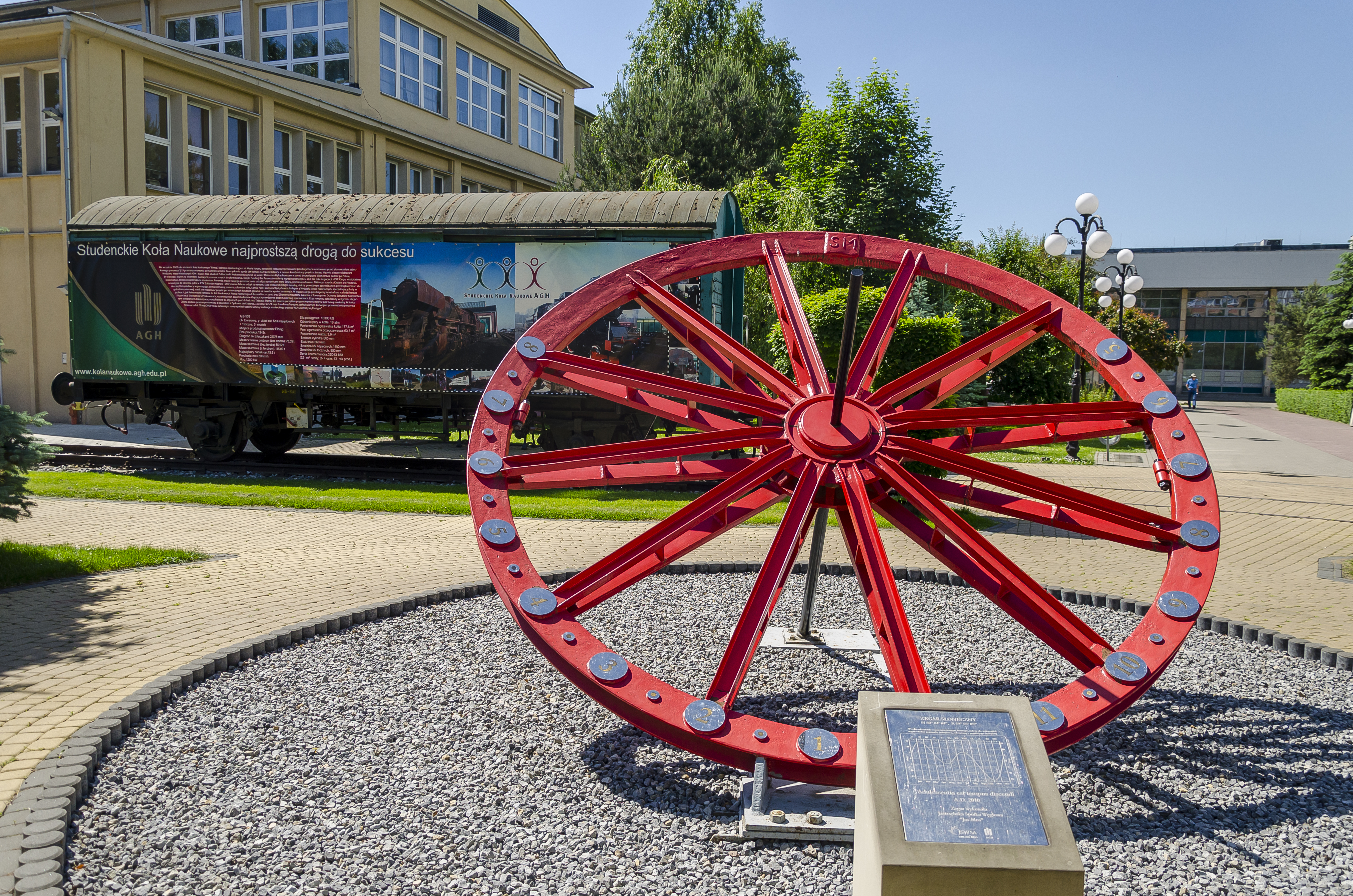
Studenckie Koła Naukowe AGH

#### Na rzecz społeczności akademickiej
- Akademickie Koło PCK i Klub HDK przy AGH
- Niezależne Zrzeszenie Studentów AGH
- Zrzeszenie Studentów Niepełnosprawnych AGH
- Zrzeszenie Studentów Polskich AGH
- Uczelniana Rada Samorządu Doktorantów
- Uczelniana Rada Samorządu Studentów

#### Nauka
- Studenckie Koła Naukowe AGH
- Studenckie Koło SEP nr 19 przy AGH
- Studenckie Towarzystwo Naukowe
- Uczelniana Organizacja Studencka Erasmus Student Network AGH
- EESTEC LC Kraków
- ESN AGH
- IAESTE

#### Kultura
- Centrum Mediów AGH
- Chór i orkiestra smyczkowa AGH „Con Fuoco”
- Krakowska Studencka Agencja Fotograficzna AGH
- Orkiestra Reprezentacyjna AGH
- Zespół Pieśni i Tańca AGH „Krakus”

#### Sport i turystyka
- AGH Cycling Team
- Akademicki Klub Grotołazów AGH
- Akademicki Klub Podwodny „Krab”
- Akademicki Klub Żeglarski AGH
- Akademicki Klub Turystyki Kajakowej „Bystrze”
- Akademicki Związek Sportowy AGH
- Klub Organizatorów i Sympatyków Turystyki „Hawiarska Koliba”
- „Sakwa” Sekcja Akademicka Klubu Wysokogórskiego przy AGH
- Studencki Klub Taneczny AGH

## Czasopisma naukowe
- Dwumiesięcznik AGH „Opuscula Mathematica”
- Dwumiesięcznik AGH „Geomatics and Environmental Engineering(inne języki)”
- Kwartalnik AGH „Computer Science”
- Kwartalnik AGH „Computer Methods in Materials Science”
- Kwartalnik AGH „Geology, Geophysics & Environmen”
- Kwartalnik AGH „Geotourism/Geoturystyka”
- Kwartalnik AGH „Journal of Casting & Materials Engineering”
- Kwartalnik AGH „Journal of Geotechnology and Energy”
- Kwartalnik AGH „Mining – Informatics, Automation and Electrical Engineering”
- Kwartalnik AGH „Studia Humanistyczne AGH”
- Półrocznik AGH „Energetyka rozproszona”
- Półrocznik AGH „Managerial Economics”
- Rocznik AGH „Decision Making in Manufacturing and Services”